# Lista de asteroides (328001-329000)
Esta é uma lista parcial de asteroides, do asteroide número 328001 até o 329000, inclusive. Veja também o índice com todas as listas disponíveis.

| Objeto Próximos à Terra | Cinturão de asteroides (interno) | Cinturão de asteroides (externo) | Centauro       |
| Cruzador de Marte       | Cinturão de asteroides (meio)    | Troianos de Júpiter              | Transnetuniano |

Veja mais dados de cada asteroide na ligação externa para o Minor Planet Center na última coluna.
Índice: 328001... 328101... 328201... 328301... 328401... 328501... 328601... 328701... 328801... 328901... 

## 328001–328100
| Designação | Designação | Descoberta  | Descoberta      | Descobridor(es)       | Categoria | Mais informações / Referência |
| Permanente | Provisória | Data        | Local           | Descobridor(es)       | Categoria | Mais informações / Referência |
| ---------- | ---------- | ----------- | --------------- | --------------------- | --------- | ----------------------------- |
| 328001     | 2007 HQ2   | 16 abr 2007 | Mount Lemmon    | Mount Lemmon Survey   | —         | MPC                           |
| 328002     | 2007 HQ4   | 19 abr 2007 | Great Shefford  | P. Birtwhistle        | Brangane  | MPC                           |
| 328003     | 2007 HY18  | 3 nov 2003  | Apache Point    | SDSS                  | —         | MPC                           |
| 328004     | 2007 HU27  | 18 abr 2007 | Kitt Peak       | Spacewatch            | —         | MPC                           |
| 328005     | 2007 HP34  | 19 abr 2007 | Kitt Peak       | Spacewatch            | —         | MPC                           |
| 328006     | 2007 HO41  | 20 abr 2007 | Kitt Peak       | Spacewatch            | —         | MPC                           |
| 328007     | 2007 HQ41  | 20 abr 2007 | Kitt Peak       | Spacewatch            | —         | MPC                           |
| 328008     | 2007 HX45  | 18 abr 2007 | Kitt Peak       | Spacewatch            | —         | MPC                           |
| 328009     | 2007 HK66  | 22 abr 2007 | Mount Lemmon    | Mount Lemmon Survey   | —         | MPC                           |
| 328010     | 2007 HP66  | 22 abr 2007 | Mount Lemmon    | Mount Lemmon Survey   | Brangane  | MPC                           |
| 328011     | 2007 HZ66  | 22 abr 2007 | Mount Lemmon    | Mount Lemmon Survey   | —         | MPC                           |
| 328012     | 2007 HO68  | 23 abr 2007 | Kitt Peak       | Spacewatch            | —         | MPC                           |
| 328013     | 2007 HC70  | 24 abr 2007 | Mount Lemmon    | Mount Lemmon Survey   | —         | MPC                           |
| 328014     | 2007 HD89  | 22 abr 2007 | Kitt Peak       | Spacewatch            | Brangane  | MPC                           |
| 328015     | 2007 HO96  | 18 abr 2007 | Kitt Peak       | Spacewatch            | —         | MPC                           |
| 328016     | 2007 HK97  | 25 abr 2007 | Mount Lemmon    | Mount Lemmon Survey   | —         | MPC                           |
| 328017     | 2007 JO    | 7 mai 2007  | Mount Lemmon    | Mount Lemmon Survey   | —         | MPC                           |
| 328018     | 2007 JM8   | 9 mai 2007  | Mount Lemmon    | Mount Lemmon Survey   | Brangane  | MPC                           |
| 328019     | 2007 JP8   | 9 mai 2007  | Mount Lemmon    | Mount Lemmon Survey   | —         | MPC                           |
| 328020     | 2007 JH10  | 7 mai 2007  | Kitt Peak       | Spacewatch            | —         | MPC                           |
| 328021     | 2007 JK10  | 7 jan 2006  | Mount Lemmon    | Mount Lemmon Survey   | —         | MPC                           |
| 328022     | 2007 JJ12  | 7 mai 2007  | Kitt Peak       | Spacewatch            | —         | MPC                           |
| 328023     | 2007 JZ15  | 10 mai 2007 | Mount Lemmon    | Mount Lemmon Survey   | —         | MPC                           |
| 328024     | 2007 JS18  | 9 mai 2007  | Kitt Peak       | Spacewatch            | —         | MPC                           |
| 328025     | 2007 JM23  | 7 mai 2007  | Mount Lemmon    | Mount Lemmon Survey   | —         | MPC                           |
| 328026     | 2007 JB27  | 9 mai 2007  | Kitt Peak       | Spacewatch            | —         | MPC                           |
| 328027     | 2007 KU2   | 21 mai 2007 | Tiki            | S. F. Hönig, N. Teamo | —         | MPC                           |
| 328028     | 2007 KU5   | 24 mai 2007 | Mount Lemmon    | Mount Lemmon Survey   | —         | MPC                           |
| 328029     | 2007 KM6   | 25 mai 2007 | Mount Lemmon    | Mount Lemmon Survey   | —         | MPC                           |
| 328030     | 2007 KV7   | 17 mai 2007 | Catalina        | CSS                   | —         | MPC                           |
| 328031     | 2007 KX8   | 13 jan 2005 | Kitt Peak       | Spacewatch            | —         | MPC                           |
| 328032     | 2007 LP1   | 7 jun 2007  | Kitt Peak       | Spacewatch            | —         | MPC                           |
| 328033     | 2007 LQ1   | 7 jun 2007  | Kitt Peak       | Spacewatch            | —         | MPC                           |
| 328034     | 2007 LX3   | 8 jun 2007  | Kitt Peak       | Spacewatch            | —         | MPC                           |
| 328035     | 2007 LS4   | 8 jun 2007  | Kitt Peak       | Spacewatch            | —         | MPC                           |
| 328036     | 2007 LK6   | 8 jun 2007  | Kitt Peak       | Spacewatch            | —         | MPC                           |
| 328037     | 2007 LX7   | 8 jun 2007  | Kitt Peak       | Spacewatch            | —         | MPC                           |
| 328038     | 2007 LP9   | 14 out 1998 | Kitt Peak       | Spacewatch            | —         | MPC                           |
| 328039     | 2007 LD16  | 10 jun 2007 | Kitt Peak       | Spacewatch            | —         | MPC                           |
| 328040     | 2007 LJ16  | 10 jun 2007 | Kitt Peak       | Spacewatch            | —         | MPC                           |
| 328041     | 2007 LN17  | 10 jun 2007 | Kitt Peak       | Spacewatch            | —         | MPC                           |
| 328042     | 2007 LK18  | 13 jun 2007 | Anderson Mesa   | LONEOS                | —         | MPC                           |
| 328043     | 2007 LW32  | 15 jun 2007 | Catalina        | CSS                   | —         | MPC                           |
| 328044     | 2007 MS6   | 17 jun 2007 | Kitt Peak       | Spacewatch            | —         | MPC                           |
| 328045     | 2007 MC7   | 18 jun 2007 | Kitt Peak       | Spacewatch            | —         | MPC                           |
| 328046     | 2007 MA8   | 18 jun 2007 | Kitt Peak       | Spacewatch            | —         | MPC                           |
| 328047     | 2007 MZ13  | 20 jun 2007 | Kitt Peak       | Spacewatch            | —         | MPC                           |
| 328048     | 2007 MF14  | 20 jun 2007 | Kitt Peak       | Spacewatch            | —         | MPC                           |
| 328049     | 2007 NA6   | 10 jul 2007 | Siding Spring   | SSS                   | —         | MPC                           |
| 328050     | 2007 NS6   | 10 jul 2007 | Siding Spring   | SSS                   | —         | MPC                           |
| 328051     | 2007 OW    | 17 jul 2007 | La Sagra        | Mallorca Obs.         | —         | MPC                           |
| 328052     | 2007 RJ132 | 13 set 2007 | Anderson Mesa   | LONEOS                | —         | MPC                           |
| 328053     | 2007 TE25  | 11 out 2007 | Catalina        | CSS                   | Juno      | MPC                           |
| 328054     | 2007 TS145 | 6 out 2007  | Socorro         | LINEAR                | Juno      | MPC                           |
| 328055     | 2007 TB227 | 8 out 2007  | Kitt Peak       | Spacewatch            | —         | MPC                           |
| 328056     | 2007 TS318 | 12 out 2007 | Kitt Peak       | Spacewatch            | —         | MPC                           |
| 328057     | 2007 TJ332 | 11 out 2007 | Kitt Peak       | Spacewatch            | —         | MPC                           |
| 328058     | 2007 TS442 | 9 out 2007  | Catalina        | CSS                   | —         | MPC                           |
| 328059     | 2007 UB6   | 19 out 2007 | Socorro         | LINEAR                | —         | MPC                           |
| 328060     | 2007 US46  | 20 out 2007 | Catalina        | CSS                   | —         | MPC                           |
| 328061     | 2007 UL48  | 20 out 2007 | Mount Lemmon    | Mount Lemmon Survey   | —         | MPC                           |
| 328062     | 2007 UZ97  | 30 out 2007 | Mount Lemmon    | Mount Lemmon Survey   | —         | MPC                           |
| 328063     | 2007 UH137 | 12 mai 2004 | Catalina        | CSS                   | —         | MPC                           |
| 328064     | 2007 VR56  | 1 nov 2007  | Kitt Peak       | Spacewatch            | —         | MPC                           |
| 328065     | 2007 VJ83  | 4 nov 2007  | Mount Lemmon    | Mount Lemmon Survey   | —         | MPC                           |
| 328066     | 2007 VQ124 | 5 nov 2007  | Mount Lemmon    | Mount Lemmon Survey   | —         | MPC                           |
| 328067     | 2007 VK202 | 6 nov 2007  | Mount Lemmon    | Mount Lemmon Survey   | —         | MPC                           |
| 328068     | 2007 VQ208 | 11 nov 2007 | Mount Lemmon    | Mount Lemmon Survey   | —         | MPC                           |
| 328069     | 2007 VF245 | 14 nov 2007 | Bisei SG Center | BATTeRS               | —         | MPC                           |
| 328070     | 2007 VD310 | 6 nov 2007  | Mount Lemmon    | Mount Lemmon Survey   | —         | MPC                           |
| 328071     | 2007 VM330 | 3 nov 2007  | Mount Lemmon    | Mount Lemmon Survey   | —         | MPC                           |
| 328072     | 2007 WM    | 16 nov 2007 | Tiki            | N. Teamo              | —         | MPC                           |
| 328073     | 2007 WE8   | 18 nov 2007 | Socorro         | LINEAR                | —         | MPC                           |
| 328074     | 2007 WO62  | 18 nov 2007 | Mount Lemmon    | Mount Lemmon Survey   | —         | MPC                           |
| 328075     | 2007 XK    | 17 mar 2005 | Mount Lemmon    | Mount Lemmon Survey   | —         | MPC                           |
| 328076     | 2007 XR28  | 6 dez 2007  | Kitt Peak       | Spacewatch            | —         | MPC                           |
| 328077     | 2007 XK31  | 15 dez 2007 | Kitt Peak       | Spacewatch            | —         | MPC                           |
| 328078     | 2007 XR31  | 15 dez 2007 | Catalina        | CSS                   | —         | MPC                           |
| 328079     | 2007 XU40  | 14 dez 2007 | Socorro         | LINEAR                | —         | MPC                           |
| 328080     | 2007 XG48  | 15 dez 2007 | Kitt Peak       | Spacewatch            | —         | MPC                           |
| 328081     | 2007 XH56  | 2 fev 2005  | Kitt Peak       | Spacewatch            | —         | MPC                           |
| 328082     | 2007 XL57  | 4 dez 2007  | Socorro         | LINEAR                | —         | MPC                           |
| 328083     | 2007 XH58  | 5 dez 2007  | Kitt Peak       | Spacewatch            | —         | MPC                           |
| 328084     | 2007 YN26  | 18 dez 2007 | Mount Lemmon    | Mount Lemmon Survey   | —         | MPC                           |
| 328085     | 2007 YA31  | 15 dez 2007 | Kitt Peak       | Spacewatch            | —         | MPC                           |
| 328086     | 2007 YB44  | 30 dez 2007 | Mount Lemmon    | Mount Lemmon Survey   | —         | MPC                           |
| 328087     | 2007 YP44  | 11 nov 2007 | Mount Lemmon    | Mount Lemmon Survey   | —         | MPC                           |
| 328088     | 2007 YS49  | 28 dez 2007 | Kitt Peak       | Spacewatch            | —         | MPC                           |
| 328089     | 2007 YE63  | 31 dez 2007 | Mount Lemmon    | Mount Lemmon Survey   | —         | MPC                           |
| 328090     | 2007 YG63  | 31 dez 2007 | Mount Lemmon    | Mount Lemmon Survey   | —         | MPC                           |
| 328091     | 2007 YR63  | 31 dez 2007 | Kitt Peak       | Spacewatch            | —         | MPC                           |
| 328092     | 2007 YC64  | 30 dez 2007 | Kitt Peak       | Spacewatch            | —         | MPC                           |
| 328093     | 2007 YH64  | 30 dez 2007 | Kitt Peak       | Spacewatch            | —         | MPC                           |
| 328094     | 2007 YA68  | 30 dez 2007 | Kitt Peak       | Spacewatch            | —         | MPC                           |
| 328095     | 2007 YJ72  | 18 dez 2007 | Mount Lemmon    | Mount Lemmon Survey   | —         | MPC                           |
| 328096     | 2008 AR    | 1 jan 2008  | Kitt Peak       | Spacewatch            | —         | MPC                           |
| 328097     | 2008 AD14  | 10 jan 2008 | Mount Lemmon    | Mount Lemmon Survey   | —         | MPC                           |
| 328098     | 2008 AJ16  | 10 jan 2008 | Mount Lemmon    | Mount Lemmon Survey   | —         | MPC                           |
| 328099     | 2008 AW17  | 10 jan 2008 | Kitt Peak       | Spacewatch            | —         | MPC                           |
| 328100     | 2008 AJ20  | 10 jan 2008 | Mount Lemmon    | Mount Lemmon Survey   | —         | MPC                           |

## 328101–328200
| Designação | Designação | Descoberta  | Descoberta        | Descobridor(es)     | Categoria | Mais informações / Referência |
| Permanente | Provisória | Data        | Local             | Descobridor(es)     | Categoria | Mais informações / Referência |
| ---------- | ---------- | ----------- | ----------------- | ------------------- | --------- | ----------------------------- |
| 328101     | 2008 AK22  | 10 jan 2008 | Mount Lemmon      | Mount Lemmon Survey | —         | MPC                           |
| 328102     | 2008 AZ22  | 30 dez 2007 | Mount Lemmon      | Mount Lemmon Survey | —         | MPC                           |
| 328103     | 2008 AO23  | 10 jan 2008 | Mount Lemmon      | Mount Lemmon Survey | —         | MPC                           |
| 328104     | 2008 AG25  | 10 jan 2008 | Mount Lemmon      | Mount Lemmon Survey | —         | MPC                           |
| 328105     | 2008 AZ31  | 12 jan 2008 | La Sagra          | Mallorca Obs.       | —         | MPC                           |
| 328106     | 2008 AA32  | 12 jan 2008 | La Sagra          | Mallorca Obs.       | —         | MPC                           |
| 328107     | 2008 AG37  | 10 jan 2008 | Kitt Peak         | Spacewatch          | —         | MPC                           |
| 328108     | 2008 AF42  | 18 set 2003 | Kitt Peak         | Spacewatch          | —         | MPC                           |
| 328109     | 2008 AQ42  | 30 dez 2007 | Catalina          | CSS                 | —         | MPC                           |
| 328110     | 2008 AS47  | 11 jan 2008 | Kitt Peak         | Spacewatch          | —         | MPC                           |
| 328111     | 2008 AW57  | 11 jan 2008 | Kitt Peak         | Spacewatch          | —         | MPC                           |
| 328112     | 2008 AL65  | 11 jan 2008 | Mount Lemmon      | Mount Lemmon Survey | —         | MPC                           |
| 328113     | 2008 AS65  | 11 jan 2008 | Kitt Peak         | Spacewatch          | —         | MPC                           |
| 328114     | 2008 AO66  | 11 jan 2008 | Kitt Peak         | Spacewatch          | Mitidika  | MPC                           |
| 328115     | 2008 AK68  | 11 jan 2008 | Kitt Peak         | Spacewatch          | —         | MPC                           |
| 328116     | 2008 AR69  | 4 dez 2007  | Mount Lemmon      | Mount Lemmon Survey | —         | MPC                           |
| 328117     | 2008 AB71  | 12 jan 2008 | Kitt Peak         | Spacewatch          | —         | MPC                           |
| 328118     | 2008 AY71  | 13 jan 2008 | Kitt Peak         | Spacewatch          | —         | MPC                           |
| 328119     | 2008 AK73  | 30 dez 2007 | Mount Lemmon      | Mount Lemmon Survey | —         | MPC                           |
| 328120     | 2008 AU74  | 11 jan 2008 | Kitt Peak         | Spacewatch          | —         | MPC                           |
| 328121     | 2008 AY96  | 14 jan 2008 | Kitt Peak         | Spacewatch          | —         | MPC                           |
| 328122     | 2008 AL100 | 14 jan 2008 | Kitt Peak         | Spacewatch          | —         | MPC                           |
| 328123     | 2008 AB102 | 12 jan 2008 | Mount Lemmon      | Mount Lemmon Survey | —         | MPC                           |
| 328124     | 2008 AA103 | 15 jan 2008 | Mount Lemmon      | Mount Lemmon Survey | —         | MPC                           |
| 328125     | 2008 AN111 | 15 jan 2008 | Kitt Peak         | Spacewatch          | Mitidika  | MPC                           |
| 328126     | 2008 AX114 | 11 jan 2008 | Kitt Peak         | Spacewatch          | —         | MPC                           |
| 328127     | 2008 BV    | 16 jan 2008 | Mount Lemmon      | Mount Lemmon Survey | —         | MPC                           |
| 328128     | 2008 BN2   | 19 jan 2008 | Pla D'Arguines    | R. Ferrando         | —         | MPC                           |
| 328129     | 2008 BD7   | 16 jan 2008 | Kitt Peak         | Spacewatch          | —         | MPC                           |
| 328130     | 2008 BY8   | 16 jan 2008 | Kitt Peak         | Spacewatch          | —         | MPC                           |
| 328131     | 2008 BC10  | 16 jan 2008 | Kitt Peak         | Spacewatch          | —         | MPC                           |
| 328132     | 2008 BZ16  | 13 jan 2008 | Kitt Peak         | Spacewatch          | —         | MPC                           |
| 328133     | 2008 BD19  | 30 jan 2008 | Kitt Peak         | Spacewatch          | —         | MPC                           |
| 328134     | 2008 BG23  | 31 jan 2008 | Mount Lemmon      | Mount Lemmon Survey | —         | MPC                           |
| 328135     | 2008 BL23  | 31 jan 2008 | Mount Lemmon      | Mount Lemmon Survey | —         | MPC                           |
| 328136     | 2008 BC30  | 30 jan 2008 | Catalina          | CSS                 | —         | MPC                           |
| 328137     | 2008 BY33  | 18 jun 1998 | Kitt Peak         | Spacewatch          | —         | MPC                           |
| 328138     | 2008 BX35  | 30 jan 2008 | Kitt Peak         | Spacewatch          | Mitidika  | MPC                           |
| 328139     | 2008 BG36  | 30 jan 2008 | Kitt Peak         | Spacewatch          | —         | MPC                           |
| 328140     | 2008 BS38  | 31 jan 2008 | Mount Lemmon      | Mount Lemmon Survey | —         | MPC                           |
| 328141     | 2008 BH39  | 30 jan 2008 | Catalina          | CSS                 | —         | MPC                           |
| 328142     | 2008 BS41  | 30 jan 2008 | Mount Lemmon      | Mount Lemmon Survey | —         | MPC                           |
| 328143     | 2008 BB51  | 30 jan 2008 | Mount Lemmon      | Mount Lemmon Survey | —         | MPC                           |
| 328144     | 2008 BM51  | 16 jan 2008 | Kitt Peak         | Spacewatch          | —         | MPC                           |
| 328145     | 2008 CE2   | 1 fev 2008  | La Sagra          | Mallorca Obs.       | —         | MPC                           |
| 328146     | 2008 CA10  | 2 fev 2008  | Mount Lemmon      | Mount Lemmon Survey | —         | MPC                           |
| 328147     | 2008 CB25  | 1 fev 2008  | Kitt Peak         | Spacewatch          | —         | MPC                           |
| 328148     | 2008 CT29  | 2 fev 2008  | Kitt Peak         | Spacewatch          | —         | MPC                           |
| 328149     | 2008 CY42  | 2 fev 2008  | Kitt Peak         | Spacewatch          | —         | MPC                           |
| 328150     | 2008 CC43  | 2 fev 2008  | Kitt Peak         | Spacewatch          | —         | MPC                           |
| 328151     | 2008 CG54  | 7 fev 2008  | Catalina          | CSS                 | —         | MPC                           |
| 328152     | 2008 CE65  | 8 fev 2008  | Mount Lemmon      | Mount Lemmon Survey | —         | MPC                           |
| 328153     | 2008 CT86  | 7 fev 2008  | Mount Lemmon      | Mount Lemmon Survey | —         | MPC                           |
| 328154     | 2008 CJ105 | 30 jan 2008 | Socorro           | LINEAR              | —         | MPC                           |
| 328155     | 2008 CW129 | 8 fev 2008  | Kitt Peak         | Spacewatch          | —         | MPC                           |
| 328156     | 2008 CB130 | 8 fev 2008  | Kitt Peak         | Spacewatch          | —         | MPC                           |
| 328157     | 2008 CB132 | 18 set 2006 | Kitt Peak         | Spacewatch          | —         | MPC                           |
| 328158     | 2008 CA133 | 8 fev 2008  | Kitt Peak         | Spacewatch          | —         | MPC                           |
| 328159     | 2008 CD133 | 8 fev 2008  | Kitt Peak         | Spacewatch          | —         | MPC                           |
| 328160     | 2008 CE138 | 8 fev 2008  | Kitt Peak         | Spacewatch          | —         | MPC                           |
| 328161     | 2008 CL158 | 9 fev 2008  | Catalina          | CSS                 | —         | MPC                           |
| 328162     | 2008 CH178 | 6 fev 2008  | Anderson Mesa     | LONEOS              | —         | MPC                           |
| 328163     | 2008 CP179 | 6 fev 2008  | Purple Mountain   | PMO NEO             | —         | MPC                           |
| 328164     | 2008 CN192 | 3 fev 2008  | Catalina          | CSS                 | —         | MPC                           |
| 328165     | 2008 CH194 | 10 fev 2008 | Mount Lemmon      | Mount Lemmon Survey | —         | MPC                           |
| 328166     | 2008 CN196 | 2 fev 2008  | Kitt Peak         | Spacewatch          | —         | MPC                           |
| 328167     | 2008 CV197 | 10 fev 2008 | Mount Lemmon      | Mount Lemmon Survey | —         | MPC                           |
| 328168     | 2008 CY200 | 10 fev 2008 | Kitt Peak         | Spacewatch          | —         | MPC                           |
| 328169     | 2008 CC201 | 12 fev 2008 | Kitt Peak         | Spacewatch          | —         | MPC                           |
| 328170     | 2008 CL210 | 2 fev 2008  | Kitt Peak         | Spacewatch          | —         | MPC                           |
| 328171     | 2008 CE215 | 30 set 2006 | Mount Lemmon      | Mount Lemmon Survey | —         | MPC                           |
| 328172     | 2008 CJ215 | 1 jan 2008  | Mount Lemmon      | Mount Lemmon Survey | —         | MPC                           |
| 328173     | 2008 CM215 | 13 fev 2008 | Socorro           | LINEAR              | —         | MPC                           |
| 328174     | 2008 DP    | 24 fev 2008 | Gaisberg          | R. Gierlinger       | —         | MPC                           |
| 328175     | 2008 DN1   | 24 fev 2008 | Kitt Peak         | Spacewatch          | Mitidika  | MPC                           |
| 328176     | 2008 DU3   | 24 fev 2008 | Mount Lemmon      | Mount Lemmon Survey | —         | MPC                           |
| 328177     | 2008 DH15  | 26 fev 2008 | Mount Lemmon      | Mount Lemmon Survey | —         | MPC                           |
| 328178     | 2008 DZ23  | 26 fev 2008 | Mount Lemmon      | Mount Lemmon Survey | Mitidika  | MPC                           |
| 328179     | 2008 DS27  | 24 fev 2008 | Mount Lemmon      | Mount Lemmon Survey | Chloris   | MPC                           |
| 328180     | 2008 DB33  | 27 fev 2008 | Kitt Peak         | Spacewatch          | —         | MPC                           |
| 328181     | 2008 DF36  | 27 fev 2008 | Mount Lemmon      | Mount Lemmon Survey | —         | MPC                           |
| 328182     | 2008 DL36  | 27 fev 2008 | Mount Lemmon      | Mount Lemmon Survey | Mitidika  | MPC                           |
| 328183     | 2008 DN36  | 21 mar 1993 | La Silla          | UESAC               | —         | MPC                           |
| 328184     | 2008 DB37  | 27 fev 2008 | Catalina          | CSS                 | —         | MPC                           |
| 328185     | 2008 DX40  | 27 fev 2008 | Lulin Observatory | LUSS                | —         | MPC                           |
| 328186     | 2008 DK55  | 26 fev 2008 | Kitt Peak         | Spacewatch          | —         | MPC                           |
| 328187     | 2008 DK59  | 27 fev 2008 | Mount Lemmon      | Mount Lemmon Survey | —         | MPC                           |
| 328188     | 2008 DY70  | 28 fev 2008 | Catalina          | CSS                 | —         | MPC                           |
| 328189     | 2008 DD72  | 26 fev 2008 | Mount Lemmon      | Mount Lemmon Survey | Mitidika  | MPC                           |
| 328190     | 2008 DP73  | 27 fev 2008 | Mount Lemmon      | Mount Lemmon Survey | —         | MPC                           |
| 328191     | 2008 DF81  | 27 fev 2008 | Kitt Peak         | Spacewatch          | —         | MPC                           |
| 328192     | 2008 DO88  | 24 fev 2008 | Kitt Peak         | Spacewatch          | —         | MPC                           |
| 328193     | 2008 EF6   | 2 mar 2008  | Mount Lemmon      | Mount Lemmon Survey | —         | MPC                           |
| 328194     | 2008 ER6   | 2 mar 2008  | Marly             | P. Kocher           | —         | MPC                           |
| 328195     | 2008 EH16  | 1 mar 2008  | Kitt Peak         | Spacewatch          | —         | MPC                           |
| 328196     | 2008 EQ16  | 1 mar 2008  | Kitt Peak         | Spacewatch          | —         | MPC                           |
| 328197     | 2008 EU24  | 3 mar 2008  | Mount Lemmon      | Mount Lemmon Survey | —         | MPC                           |
| 328198     | 2008 EN25  | 19 jul 2001 | Palomar           | NEAT                | —         | MPC                           |
| 328199     | 2008 EX38  | 4 mar 2008  | Kitt Peak         | Spacewatch          | —         | MPC                           |
| 328200     | 2008 EW47  | 5 mar 2008  | Kitt Peak         | Spacewatch          | —         | MPC                           |

## 328201–328300
| Designação | Designação | Descoberta  | Descoberta      | Descobridor(es)          | Categoria | Mais informações / Referência |
| Permanente | Provisória | Data        | Local           | Descobridor(es)          | Categoria | Mais informações / Referência |
| ---------- | ---------- | ----------- | --------------- | ------------------------ | --------- | ----------------------------- |
| 328201     | 2008 EL48  | 5 mar 2008  | Kitt Peak       | Spacewatch               | —         | MPC                           |
| 328202     | 2008 EA50  | 6 mar 2008  | Mount Lemmon    | Mount Lemmon Survey      | —         | MPC                           |
| 328203     | 2008 EQ54  | 6 mar 2008  | Kitt Peak       | Spacewatch               | —         | MPC                           |
| 328204     | 2008 EC55  | 6 mar 2008  | Kitt Peak       | Spacewatch               | —         | MPC                           |
| 328205     | 2008 EE56  | 7 mar 2008  | Mount Lemmon    | Mount Lemmon Survey      | —         | MPC                           |
| 328206     | 2008 EJ69  | 10 mar 2008 | Bisei SG Center | BATTeRS                  | —         | MPC                           |
| 328207     | 2008 EU69  | 9 mar 2008  | Needville       | J. Dellinger, M. Eastman | —         | MPC                           |
| 328208     | 2008 EZ79  | 9 mar 2008  | Kitt Peak       | Spacewatch               | Mitidika  | MPC                           |
| 328209     | 2008 EY81  | 4 mar 2008  | Socorro         | LINEAR                   | —         | MPC                           |
| 328210     | 2008 EL89  | 8 mar 2008  | Socorro         | LINEAR                   | —         | MPC                           |
| 328211     | 2008 EO96  | 7 mar 2008  | Mount Lemmon    | Mount Lemmon Survey      | —         | MPC                           |
| 328212     | 2008 EB109 | 7 mar 2008  | Mount Lemmon    | Mount Lemmon Survey      | —         | MPC                           |
| 328213     | 2008 EF111 | 8 mar 2008  | Kitt Peak       | Spacewatch               | —         | MPC                           |
| 328214     | 2008 EC116 | 8 mar 2008  | Mount Lemmon    | Mount Lemmon Survey      | —         | MPC                           |
| 328215     | 2008 EJ122 | 9 mar 2008  | Kitt Peak       | Spacewatch               | —         | MPC                           |
| 328216     | 2008 ED129 | 11 mar 2008 | Kitt Peak       | Spacewatch               | —         | MPC                           |
| 328217     | 2008 EQ131 | 11 mar 2008 | Kitt Peak       | Spacewatch               | —         | MPC                           |
| 328218     | 2008 ET139 | 11 mar 2008 | Kitt Peak       | Spacewatch               | —         | MPC                           |
| 328219     | 2008 EC148 | 1 mar 2008  | Kitt Peak       | Spacewatch               | —         | MPC                           |
| 328220     | 2008 EK151 | 4 mar 2008  | Mount Lemmon    | Mount Lemmon Survey      | —         | MPC                           |
| 328221     | 2008 ES155 | 7 mar 2008  | Mount Lemmon    | Mount Lemmon Survey      | —         | MPC                           |
| 328222     | 2008 FZ3   | 25 mar 2008 | Kitt Peak       | Spacewatch               | —         | MPC                           |
| 328223     | 2008 FC7   | 1 out 2005  | Kitt Peak       | Spacewatch               | —         | MPC                           |
| 328224     | 2008 FY10  | 26 mar 2008 | Kitt Peak       | Spacewatch               | —         | MPC                           |
| 328225     | 2008 FM11  | 26 mar 2008 | Mount Lemmon    | Mount Lemmon Survey      | Mitidika  | MPC                           |
| 328226     | 2008 FU15  | 26 mar 2008 | Kitt Peak       | Spacewatch               | —         | MPC                           |
| 328227     | 2008 FY27  | 27 mar 2008 | Kitt Peak       | Spacewatch               | —         | MPC                           |
| 328228     | 2008 FA34  | 28 mar 2008 | Mount Lemmon    | Mount Lemmon Survey      | —         | MPC                           |
| 328229     | 2008 FL38  | 10 mar 2008 | Kitt Peak       | Spacewatch               | —         | MPC                           |
| 328230     | 2008 FR41  | 28 mar 2008 | Mount Lemmon    | Mount Lemmon Survey      | —         | MPC                           |
| 328231     | 2008 FP46  | 28 mar 2008 | Mount Lemmon    | Mount Lemmon Survey      | —         | MPC                           |
| 328232     | 2008 FB53  | 28 mar 2008 | Kitt Peak       | Spacewatch               | —         | MPC                           |
| 328233     | 2008 FB55  | 28 mar 2008 | Mount Lemmon    | Mount Lemmon Survey      | —         | MPC                           |
| 328234     | 2008 FX55  | 28 mar 2008 | Mount Lemmon    | Mount Lemmon Survey      | —         | MPC                           |
| 328235     | 2008 FH58  | 28 mar 2008 | Mount Lemmon    | Mount Lemmon Survey      | —         | MPC                           |
| 328236     | 2008 FD61  | 29 mar 2008 | Mount Lemmon    | Mount Lemmon Survey      | —         | MPC                           |
| 328237     | 2008 FG62  | 27 mar 2008 | Kitt Peak       | Spacewatch               | —         | MPC                           |
| 328238     | 2008 FC63  | 27 mar 2008 | Kitt Peak       | Spacewatch               | —         | MPC                           |
| 328239     | 2008 FU64  | 28 mar 2008 | Kitt Peak       | Spacewatch               | —         | MPC                           |
| 328240     | 2008 FH66  | 28 mar 2008 | Kitt Peak       | Spacewatch               | —         | MPC                           |
| 328241     | 2008 FZ66  | 28 mar 2008 | Kitt Peak       | Spacewatch               | —         | MPC                           |
| 328242     | 2008 FK67  | 28 mar 2008 | Mount Lemmon    | Mount Lemmon Survey      | —         | MPC                           |
| 328243     | 2008 FU75  | 29 mar 2008 | Kitt Peak       | Spacewatch               | —         | MPC                           |
| 328244     | 2008 FW76  | 27 mar 2008 | Kitt Peak       | Spacewatch               | —         | MPC                           |
| 328245     | 2008 FF84  | 28 mar 2008 | Mount Lemmon    | Mount Lemmon Survey      | —         | MPC                           |
| 328246     | 2008 FE90  | 29 mar 2008 | Mount Lemmon    | Mount Lemmon Survey      | —         | MPC                           |
| 328247     | 2008 FM100 | 30 mar 2008 | Kitt Peak       | Spacewatch               | —         | MPC                           |
| 328248     | 2008 FR103 | 30 mar 2008 | Kitt Peak       | Spacewatch               | —         | MPC                           |
| 328249     | 2008 FL105 | 31 mar 2008 | Kitt Peak       | Spacewatch               | —         | MPC                           |
| 328250     | 2008 FB107 | 31 mar 2008 | Kitt Peak       | Spacewatch               | —         | MPC                           |
| 328251     | 2008 FO107 | 31 mar 2008 | Kitt Peak       | Spacewatch               | —         | MPC                           |
| 328252     | 2008 FT107 | 31 mar 2008 | Kitt Peak       | Spacewatch               | —         | MPC                           |
| 328253     | 2008 FX111 | 31 mar 2008 | Mount Lemmon    | Mount Lemmon Survey      | —         | MPC                           |
| 328254     | 2008 FM112 | 31 mar 2008 | Kitt Peak       | Spacewatch               | —         | MPC                           |
| 328255     | 2008 FO126 | 29 mar 2008 | Kitt Peak       | Spacewatch               | Pallas    | MPC                           |
| 328256     | 2008 FP126 | 29 mar 2008 | Catalina        | CSS                      | —         | MPC                           |
| 328257     | 2008 FB128 | 28 mar 2008 | Kitt Peak       | Spacewatch               | —         | MPC                           |
| 328258     | 2008 FN133 | 27 mar 2008 | Mount Lemmon    | Mount Lemmon Survey      | —         | MPC                           |
| 328259     | 2008 FV136 | 29 mar 2008 | Kitt Peak       | Spacewatch               | —         | MPC                           |
| 328260     | 2008 GQ5   | 1 abr 2008  | Kitt Peak       | Spacewatch               | —         | MPC                           |
| 328261     | 2008 GV6   | 28 mar 2008 | Kitt Peak       | Spacewatch               | —         | MPC                           |
| 328262     | 2008 GX13  | 3 abr 2008  | Mount Lemmon    | Mount Lemmon Survey      | Mitidika  | MPC                           |
| 328263     | 2008 GX18  | 4 abr 2008  | Mount Lemmon    | Mount Lemmon Survey      | —         | MPC                           |
| 328264     | 2008 GG20  | 8 abr 2008  | Desert Eagle    | W. K. Y. Yeung           | —         | MPC                           |
| 328265     | 2008 GE23  | 1 abr 2008  | Mount Lemmon    | Mount Lemmon Survey      | —         | MPC                           |
| 328266     | 2008 GQ25  | 1 abr 2008  | Mount Lemmon    | Mount Lemmon Survey      | —         | MPC                           |
| 328267     | 2008 GD31  | 3 abr 2008  | Mount Lemmon    | Mount Lemmon Survey      | —         | MPC                           |
| 328268     | 2008 GP37  | 3 abr 2008  | Kitt Peak       | Spacewatch               | —         | MPC                           |
| 328269     | 2008 GC39  | 3 abr 2008  | Kitt Peak       | Spacewatch               | —         | MPC                           |
| 328270     | 2008 GJ44  | 4 abr 2008  | Mount Lemmon    | Mount Lemmon Survey      | —         | MPC                           |
| 328271     | 2008 GY47  | 4 abr 2008  | Kitt Peak       | Spacewatch               | —         | MPC                           |
| 328272     | 2008 GP48  | 5 abr 2008  | Kitt Peak       | Spacewatch               | —         | MPC                           |
| 328273     | 2008 GT48  | 19 set 1998 | Kitt Peak       | Spacewatch               | —         | MPC                           |
| 328274     | 2008 GZ51  | 5 abr 2008  | Mount Lemmon    | Mount Lemmon Survey      | —         | MPC                           |
| 328275     | 2008 GJ54  | 5 abr 2008  | Kitt Peak       | Spacewatch               | —         | MPC                           |
| 328276     | 2008 GN63  | 5 abr 2008  | Kitt Peak       | Spacewatch               | —         | MPC                           |
| 328277     | 2008 GY63  | 5 abr 2008  | Mount Lemmon    | Mount Lemmon Survey      | —         | MPC                           |
| 328278     | 2008 GV68  | 6 abr 2008  | Kitt Peak       | Spacewatch               | —         | MPC                           |
| 328279     | 2008 GA69  | 6 abr 2008  | Kitt Peak       | Spacewatch               | —         | MPC                           |
| 328280     | 2008 GS69  | 6 abr 2008  | Mount Lemmon    | Mount Lemmon Survey      | —         | MPC                           |
| 328281     | 2008 GP82  | 8 abr 2008  | Kitt Peak       | Spacewatch               | —         | MPC                           |
| 328282     | 2008 GC87  | 10 abr 2008 | Kitt Peak       | Spacewatch               | —         | MPC                           |
| 328283     | 2008 GJ91  | 6 abr 2008  | Mount Lemmon    | Mount Lemmon Survey      | —         | MPC                           |
| 328284     | 2008 GR98  | 8 abr 2008  | Kitt Peak       | Spacewatch               | —         | MPC                           |
| 328285     | 2008 GR101 | 10 abr 2008 | Kitt Peak       | Spacewatch               | —         | MPC                           |
| 328286     | 2008 GS102 | 10 abr 2008 | Kitt Peak       | Spacewatch               | —         | MPC                           |
| 328287     | 2008 GM109 | 13 abr 2008 | Mount Lemmon    | Mount Lemmon Survey      | —         | MPC                           |
| 328288     | 2008 GQ109 | 13 abr 2008 | Mount Lemmon    | Mount Lemmon Survey      | Meliboea  | MPC                           |
| 328289     | 2008 GK111 | 6 abr 2008  | Socorro         | LINEAR                   | Phocaea   | MPC                           |
| 328290     | 2008 GY113 | 9 abr 2008  | Kitt Peak       | Spacewatch               | —         | MPC                           |
| 328291     | 2008 GV119 | 11 abr 2008 | Kitt Peak       | Spacewatch               | —         | MPC                           |
| 328292     | 2008 GN123 | 13 abr 2008 | Kitt Peak       | Spacewatch               | —         | MPC                           |
| 328293     | 2008 GZ128 | 1 abr 2008  | Kitt Peak       | Spacewatch               | —         | MPC                           |
| 328294     | 2008 GJ129 | 3 abr 2008  | Kitt Peak       | Spacewatch               | —         | MPC                           |
| 328295     | 2008 GP130 | 6 abr 2008  | Kitt Peak       | Spacewatch               | —         | MPC                           |
| 328296     | 2008 GJ132 | 13 abr 2008 | Mount Lemmon    | Mount Lemmon Survey      | —         | MPC                           |
| 328297     | 2008 GG133 | 1 abr 2008  | Kitt Peak       | Spacewatch               | —         | MPC                           |
| 328298     | 2008 GN136 | 3 abr 2008  | Kitt Peak       | Spacewatch               | —         | MPC                           |
| 328299     | 2008 GP137 | 6 abr 2008  | Mount Lemmon    | Mount Lemmon Survey      | —         | MPC                           |
| 328300     | 2008 GR137 | 6 abr 2008  | Mount Lemmon    | Mount Lemmon Survey      | —         | MPC                           |

## 328301–328400
| Designação          | Designação | Descoberta  | Descoberta    | Descobridor(es)       | Categoria | Mais informações / Referência |
| Permanente          | Provisória | Data        | Local         | Descobridor(es)       | Categoria | Mais informações / Referência |
| ------------------- | ---------- | ----------- | ------------- | --------------------- | --------- | ----------------------------- |
| 328301              | 2008 GR138 | 6 abr 2008  | Kitt Peak     | Spacewatch            | —         | MPC                           |
| 328302              | 2008 GU138 | 5 abr 2008  | Mount Lemmon  | Mount Lemmon Survey   | —         | MPC                           |
| 328303              | 2008 GN142 | 4 abr 2008  | Catalina      | CSS                   | —         | MPC                           |
| 328304              | 2008 GQ144 | 4 abr 2008  | Mount Lemmon  | Mount Lemmon Survey   | —         | MPC                           |
| 328305 Jackmcdevitt | 2008 HY    | 20 out 2006 | Kitt Peak     | L. H. Wasserman       | —         | MPC                           |
| 328306              | 2008 HS10  | 24 abr 2008 | Kitt Peak     | Spacewatch            | —         | MPC                           |
| 328307              | 2008 HT17  | 26 abr 2008 | Kitt Peak     | Spacewatch            | —         | MPC                           |
| 328308              | 2008 HO19  | 26 abr 2008 | Kitt Peak     | Spacewatch            | —         | MPC                           |
| 328309              | 2008 HT21  | 26 abr 2008 | Catalina      | CSS                   | —         | MPC                           |
| 328310              | 2008 HZ21  | 26 abr 2008 | Mount Lemmon  | Mount Lemmon Survey   | —         | MPC                           |
| 328311              | 2008 HN32  | 29 abr 2008 | Mount Lemmon  | Mount Lemmon Survey   | —         | MPC                           |
| 328312              | 2008 HJ33  | 25 abr 2008 | Kitt Peak     | Spacewatch            | —         | MPC                           |
| 328313              | 2008 HU36  | 30 abr 2008 | Kitt Peak     | Spacewatch            | —         | MPC                           |
| 328314              | 2008 HH55  | 29 abr 2008 | Kitt Peak     | Spacewatch            | —         | MPC                           |
| 328315              | 2008 HJ55  | 29 abr 2008 | Kitt Peak     | Spacewatch            | —         | MPC                           |
| 328316              | 2008 HB57  | 30 abr 2008 | Kitt Peak     | Spacewatch            | —         | MPC                           |
| 328317              | 2008 HA59  | 30 abr 2008 | Mount Lemmon  | Mount Lemmon Survey   | —         | MPC                           |
| 328318              | 2008 HX60  | 30 abr 2008 | Kitt Peak     | Spacewatch            | —         | MPC                           |
| 328319              | 2008 JK7   | 6 abr 2008  | Kitt Peak     | Spacewatch            | —         | MPC                           |
| 328320              | 2008 JN7   | 3 mai 2008  | Mount Lemmon  | Mount Lemmon Survey   | —         | MPC                           |
| 328321              | 2008 JN10  | 3 mai 2008  | Mount Lemmon  | Mount Lemmon Survey   | —         | MPC                           |
| 328322              | 2008 JX13  | 6 mai 2008  | Mount Lemmon  | Mount Lemmon Survey   | —         | MPC                           |
| 328323              | 2008 JB15  | 7 mai 2008  | Desert Eagle  | W. K. Y. Yeung        | —         | MPC                           |
| 328324              | 2008 JR15  | 2 mai 2008  | Kitt Peak     | Spacewatch            | —         | MPC                           |
| 328325              | 2008 JW15  | 3 mai 2008  | Kitt Peak     | Spacewatch            | —         | MPC                           |
| 328326              | 2008 JK19  | 7 mai 2008  | Mount Lemmon  | Mount Lemmon Survey   | —         | MPC                           |
| 328327              | 2008 JY25  | 8 mai 2008  | Kitt Peak     | Spacewatch            | —         | MPC                           |
| 328328              | 2008 JJ26  | 13 mai 2008 | Mount Lemmon  | Mount Lemmon Survey   | —         | MPC                           |
| 328329              | 2008 JC28  | 8 mai 2008  | Kitt Peak     | Spacewatch            | —         | MPC                           |
| 328330              | 2008 JU28  | 8 mai 2008  | Kitt Peak     | Spacewatch            | —         | MPC                           |
| 328331              | 2008 JT30  | 11 mai 2008 | Kitt Peak     | Spacewatch            | —         | MPC                           |
| 328332              | 2008 JZ31  | 5 mai 2008  | Mount Lemmon  | Mount Lemmon Survey   | —         | MPC                           |
| 328333              | 2008 JG34  | 14 mai 2008 | Catalina      | CSS                   | —         | MPC                           |
| 328334              | 2008 JO34  | 15 mai 2008 | Kitt Peak     | Spacewatch            | —         | MPC                           |
| 328335              | 2008 JU35  | 1 mai 2008  | Kitt Peak     | Spacewatch            | Pallas    | MPC                           |
| 328336              | 2008 JZ35  | 3 mai 2008  | Kitt Peak     | Spacewatch            | —         | MPC                           |
| 328337              | 2008 JX36  | 3 mai 2008  | Kitt Peak     | Spacewatch            | —         | MPC                           |
| 328338              | 2008 JV39  | 3 mai 2008  | Kitt Peak     | Spacewatch            | —         | MPC                           |
| 328339              | 2008 KU1   | 26 mai 2008 | Kitt Peak     | Spacewatch            | —         | MPC                           |
| 328340              | 2008 KV1   | 26 mai 2008 | Kitt Peak     | Spacewatch            | —         | MPC                           |
| 328341              | 2008 KP2   | 27 mai 2008 | Kitt Peak     | Spacewatch            | —         | MPC                           |
| 328342              | 2008 KZ2   | 26 mai 2008 | Kitt Peak     | Spacewatch            | —         | MPC                           |
| 328343              | 2008 KH6   | 30 abr 2008 | Mount Lemmon  | Mount Lemmon Survey   | —         | MPC                           |
| 328344              | 2008 KP7   | 27 mai 2008 | Mount Lemmon  | Mount Lemmon Survey   | —         | MPC                           |
| 328345              | 2008 KW12  | 27 mai 2008 | Kitt Peak     | Spacewatch            | —         | MPC                           |
| 328346              | 2008 KX15  | 27 mai 2008 | Kitt Peak     | Spacewatch            | Phocaea   | MPC                           |
| 328347              | 2008 KJ23  | 28 mai 2008 | Kitt Peak     | Spacewatch            | —         | MPC                           |
| 328348              | 2008 KE31  | 29 mai 2008 | Kitt Peak     | Spacewatch            | —         | MPC                           |
| 328349              | 2008 KF41  | 30 mai 2008 | Kitt Peak     | Spacewatch            | —         | MPC                           |
| 328350              | 2008 LU2   | 1 jun 2008  | Kitt Peak     | Spacewatch            | —         | MPC                           |
| 328351              | 2008 LY2   | 1 jun 2008  | Kitt Peak     | Spacewatch            | —         | MPC                           |
| 328352              | 2008 LV7   | 4 jun 2008  | Kitt Peak     | Spacewatch            | —         | MPC                           |
| 328353              | 2008 LG8   | 4 jun 2008  | Kitt Peak     | Spacewatch            | Meliboea  | MPC                           |
| 328354              | 2008 LL15  | 9 jun 2008  | Kitt Peak     | Spacewatch            | —         | MPC                           |
| 328355              | 2008 LZ16  | 7 jun 2008  | Kitt Peak     | Spacewatch            | —         | MPC                           |
| 328356              | 2008 MT    | 27 jun 2008 | La Sagra      | Mallorca Obs.         | —         | MPC                           |
| 328357              | 2008 NE2   | 14 jun 2008 | Kitt Peak     | Spacewatch            | —         | MPC                           |
| 328358              | 2008 OE3   | 28 jul 2008 | Črni Vrh      | Črni Vrh              | —         | MPC                           |
| 328359              | 2008 OZ3   | 26 jul 2008 | Siding Spring | SSS                   | —         | MPC                           |
| 328360              | 2008 OL4   | 28 jul 2008 | Črni Vrh      | Črni Vrh              | —         | MPC                           |
| 328361              | 2008 OX10  | 29 jul 2008 | Socorro       | LINEAR                | —         | MPC                           |
| 328362              | 2008 OY10  | 29 jul 2008 | Socorro       | LINEAR                | —         | MPC                           |
| 328363              | 2008 OX19  | 29 jul 2008 | Kitt Peak     | Spacewatch            | —         | MPC                           |
| 328364              | 2008 OH24  | 30 jul 2008 | Mount Lemmon  | Mount Lemmon Survey   | —         | MPC                           |
| 328365              | 2008 PN6   | 5 ago 2008  | Skylive       | F. Tozzi              | —         | MPC                           |
| 328366              | 2008 PY21  | 7 ago 2008  | Kitt Peak     | Spacewatch            | —         | MPC                           |
| 328367              | 2008 QR7   | 25 ago 2008 | Hibiscus      | S. F. Hönig, N. Teamo | —         | MPC                           |
| 328368              | 2008 QT10  | 26 ago 2008 | La Sagra      | Mallorca Obs.         | —         | MPC                           |
| 328369              | 2008 QJ16  | 28 ago 2008 | Hibiscus      | S. F. Hönig, N. Teamo | —         | MPC                           |
| 328370              | 2008 QY17  | 27 ago 2008 | Vicques       | M. Ory                | Brangane  | MPC                           |
| 328371              | 2008 QP18  | 28 ago 2008 | Dauban        | F. Kugel              | —         | MPC                           |
| 328372              | 2008 QH19  | 27 ago 2008 | Kleť          | Kleť Obs.             | —         | MPC                           |
| 328373              | 2008 QG21  | 26 ago 2008 | Socorro       | LINEAR                | —         | MPC                           |
| 328374              | 2008 QG26  | 29 jul 2008 | Kitt Peak     | Spacewatch            | —         | MPC                           |
| 328375              | 2008 QR27  | 30 ago 2008 | La Sagra      | Mallorca Obs.         | —         | MPC                           |
| 328376              | 2008 QH28  | 30 ago 2008 | La Sagra      | Mallorca Obs.         | —         | MPC                           |
| 328377              | 2008 QH48  | 30 ago 2008 | Socorro       | LINEAR                | —         | MPC                           |
| 328378              | 2008 RD8   | 3 set 2008  | Kitt Peak     | Spacewatch            | —         | MPC                           |
| 328379              | 2008 RO31  | 2 set 2008  | Kitt Peak     | Spacewatch            | —         | MPC                           |
| 328380              | 2008 RP40  | 2 set 2008  | Kitt Peak     | Spacewatch            | —         | MPC                           |
| 328381              | 2008 RK41  | 2 set 2008  | Kitt Peak     | Spacewatch            | Vesta     | MPC                           |
| 328382              | 2008 RT46  | 2 set 2008  | Kitt Peak     | Spacewatch            | —         | MPC                           |
| 328383              | 2008 RR56  | 3 set 2008  | Kitt Peak     | Spacewatch            | —         | MPC                           |
| 328384              | 2008 RA63  | 4 set 2008  | Kitt Peak     | Spacewatch            | —         | MPC                           |
| 328385              | 2008 RL74  | 6 set 2008  | Catalina      | CSS                   | —         | MPC                           |
| 328386              | 2008 RE83  | 4 set 2008  | Kitt Peak     | Spacewatch            | —         | MPC                           |
| 328387              | 2008 RC90  | 5 set 2008  | Kitt Peak     | Spacewatch            | —         | MPC                           |
| 328388              | 2008 RD97  | 7 set 2008  | Mount Lemmon  | Mount Lemmon Survey   | —         | MPC                           |
| 328389              | 2008 RK98  | 7 set 2008  | Siding Spring | SSS                   | —         | MPC                           |
| 328390              | 2008 RP101 | 2 set 2008  | Kitt Peak     | Spacewatch            | —         | MPC                           |
| 328391              | 2008 RT105 | 6 set 2008  | Catalina      | CSS                   | Ursula    | MPC                           |
| 328392              | 2008 RF113 | 5 set 2008  | Kitt Peak     | Spacewatch            | —         | MPC                           |
| 328393              | 2008 RY118 | 10 set 2008 | Siding Spring | SSS                   | —         | MPC                           |
| 328394              | 2008 RT124 | 6 set 2008  | Mount Lemmon  | Mount Lemmon Survey   | —         | MPC                           |
| 328395              | 2008 RC129 | 7 set 2008  | Catalina      | CSS                   | —         | MPC                           |
| 328396              | 2008 RF132 | 7 set 2008  | Catalina      | CSS                   | —         | MPC                           |
| 328397              | 2008 RD139 | 7 set 2008  | Socorro       | LINEAR                | —         | MPC                           |
| 328398              | 2008 RN143 | 5 set 2008  | Kitt Peak     | Spacewatch            | —         | MPC                           |
| 328399              | 2008 SW3   | 22 set 2008 | Socorro       | LINEAR                | —         | MPC                           |
| 328400              | 2008 SM30  | 6 set 2008  | Mount Lemmon  | Mount Lemmon Survey   | —         | MPC                           |

## 328401–328500
| Designação      | Designação | Descoberta  | Descoberta       | Descobridor(es)     | Categoria | Mais informações / Referência |
| Permanente      | Provisória | Data        | Local            | Descobridor(es)     | Categoria | Mais informações / Referência |
| --------------- | ---------- | ----------- | ---------------- | ------------------- | --------- | ----------------------------- |
| 328401          | 2008 SO30  | 20 set 2008 | Kitt Peak        | Spacewatch          | —         | MPC                           |
| 328402          | 2008 SF34  | 21 ago 2008 | Kitt Peak        | Spacewatch          | Ursula    | MPC                           |
| 328403          | 2008 SE47  | 20 set 2008 | Kitt Peak        | Spacewatch          | —         | MPC                           |
| 328404          | 2008 SH48  | 20 set 2008 | Mount Lemmon     | Mount Lemmon Survey | —         | MPC                           |
| 328405          | 2008 SG52  | 20 set 2008 | Mount Lemmon     | Mount Lemmon Survey | —         | MPC                           |
| 328406          | 2008 SR54  | 20 set 2008 | Mount Lemmon     | Mount Lemmon Survey | —         | MPC                           |
| 328407          | 2008 SH61  | 20 set 2008 | Črni Vrh         | Črni Vrh            | —         | MPC                           |
| 328408          | 2008 SV63  | 21 set 2008 | Kitt Peak        | Spacewatch          | Ursula    | MPC                           |
| 328409          | 2008 SH75  | 3 out 2003  | Kitt Peak        | Spacewatch          | —         | MPC                           |
| 328410          | 2008 SN78  | 23 set 2008 | Mount Lemmon     | Mount Lemmon Survey | —         | MPC                           |
| 328411          | 2008 SS89  | 21 set 2008 | Mount Lemmon     | Mount Lemmon Survey | —         | MPC                           |
| 328412          | 2008 SK94  | 21 set 2008 | Mount Lemmon     | Mount Lemmon Survey | —         | MPC                           |
| 328413          | 2008 ST106 | 21 set 2008 | Catalina         | CSS                 | —         | MPC                           |
| 328414          | 2008 SP126 | 22 set 2008 | Kitt Peak        | Spacewatch          | Juno      | MPC                           |
| 328415          | 2008 SZ157 | 24 set 2008 | Socorro          | LINEAR              | Brangane  | MPC                           |
| 328416          | 2008 SC158 | 24 set 2008 | Socorro          | LINEAR              | —         | MPC                           |
| 328417          | 2008 SB161 | 28 set 2008 | Socorro          | LINEAR              | —         | MPC                           |
| 328418          | 2008 SZ164 | 28 set 2008 | Socorro          | LINEAR              | —         | MPC                           |
| 328419          | 2008 SM174 | 22 set 2008 | Catalina         | CSS                 | —         | MPC                           |
| 328420          | 2008 SC213 | 6 set 2008  | Kitt Peak        | Spacewatch          | —         | MPC                           |
| 328421          | 2008 SA238 | 29 set 2008 | Goodricke-Pigott | R. A. Tucker        | Ursula    | MPC                           |
| 328422          | 2008 SY250 | 24 set 2008 | Kitt Peak        | Spacewatch          | —         | MPC                           |
| 328423          | 2008 SP253 | 21 set 2008 | Catalina         | CSS                 | —         | MPC                           |
| 328424          | 2008 SR255 | 25 set 2008 | Kitt Peak        | Spacewatch          | —         | MPC                           |
| 328425          | 2008 SZ278 | 26 set 2008 | Kitt Peak        | Spacewatch          | —         | MPC                           |
| 328426          | 2008 SW279 | 24 set 2008 | Mount Lemmon     | Mount Lemmon Survey | —         | MPC                           |
| 328427          | 2008 SX285 | 21 set 2008 | Catalina         | CSS                 | —         | MPC                           |
| 328428          | 2008 SZ293 | 22 out 2003 | Apache Point     | SDSS                | —         | MPC                           |
| 328429          | 2008 SK299 | 22 set 2008 | Kitt Peak        | Spacewatch          | —         | MPC                           |
| 328430          | 2008 TG4   | 1 out 2008  | La Sagra         | Mallorca Obs.       | —         | MPC                           |
| 328431          | 2008 TK4   | 1 out 2008  | La Sagra         | Mallorca Obs.       | —         | MPC                           |
| 328432          | 2008 TP9   | 7 out 2008  | Altschwendt      | W. Ries             | —         | MPC                           |
| 328433          | 2008 TW11  | 1 out 2008  | Mount Lemmon     | Mount Lemmon Survey | —         | MPC                           |
| 328434          | 2008 TM15  | 1 out 2008  | Mount Lemmon     | Mount Lemmon Survey | —         | MPC                           |
| 328435          | 2008 TZ16  | 1 out 2008  | Mount Lemmon     | Mount Lemmon Survey | —         | MPC                           |
| 328436          | 2008 TC21  | 1 out 2008  | Mount Lemmon     | Mount Lemmon Survey | —         | MPC                           |
| 328437          | 2008 TH24  | 2 out 2008  | Catalina         | CSS                 | —         | MPC                           |
| 328438          | 2008 TF32  | 1 out 2008  | Kitt Peak        | Spacewatch          | Ursula    | MPC                           |
| 328439          | 2008 TW32  | 1 out 2008  | Kitt Peak        | Spacewatch          | —         | MPC                           |
| 328440          | 2008 TT34  | 1 out 2008  | Mount Lemmon     | Mount Lemmon Survey | —         | MPC                           |
| 328441          | 2008 TR54  | 2 out 2008  | Kitt Peak        | Spacewatch          | —         | MPC                           |
| 328442          | 2008 TX58  | 2 out 2008  | Kitt Peak        | Spacewatch          | Juno      | MPC                           |
| 328443          | 2008 TT62  | 2 out 2008  | Kitt Peak        | Spacewatch          | —         | MPC                           |
| 328444          | 2008 TQ68  | 2 out 2008  | Kitt Peak        | Spacewatch          | —         | MPC                           |
| 328445          | 2008 TD71  | 2 out 2008  | Kitt Peak        | Spacewatch          | Juno      | MPC                           |
| 328446          | 2008 TX87  | 3 out 2008  | Kitt Peak        | Spacewatch          | —         | MPC                           |
| 328447          | 2008 TT92  | 4 out 2008  | La Sagra         | Mallorca Obs.       | —         | MPC                           |
| 328448          | 2008 TN100 | 6 out 2008  | Mount Lemmon     | Mount Lemmon Survey | —         | MPC                           |
| 328449          | 2008 TB103 | 6 out 2008  | Catalina         | CSS                 | —         | MPC                           |
| 328450          | 2008 TH111 | 6 out 2008  | Catalina         | CSS                 | —         | MPC                           |
| 328451          | 2008 TQ113 | 6 out 2008  | Kitt Peak        | Spacewatch          | Juno      | MPC                           |
| 328452          | 2008 TB122 | 7 out 2008  | Catalina         | CSS                 | —         | MPC                           |
| 328453          | 2008 TS170 | 9 out 2008  | Mount Lemmon     | Mount Lemmon Survey | —         | MPC                           |
| 328454          | 2008 TY175 | 10 out 2008 | Mount Lemmon     | Mount Lemmon Survey | Juno      | MPC                           |
| 328455          | 2008 TX179 | 9 mar 2005  | Mount Lemmon     | Mount Lemmon Survey | —         | MPC                           |
| 328456          | 2008 UG4   | 24 out 2008 | Socorro          | LINEAR              | —         | MPC                           |
| 328457          | 2008 UF98  | 26 out 2008 | Socorro          | LINEAR              | —         | MPC                           |
| 328458          | 2008 UF106 | 21 out 2008 | Kitt Peak        | Spacewatch          | —         | MPC                           |
| 328459          | 2008 UH106 | 21 out 2008 | Kitt Peak        | Spacewatch          | —         | MPC                           |
| 328460          | 2008 UN110 | 22 out 2008 | Kitt Peak        | Spacewatch          | —         | MPC                           |
| 328461          | 2008 US159 | 23 out 2008 | Kitt Peak        | Spacewatch          | —         | MPC                           |
| 328462          | 2008 UM189 | 25 out 2008 | Mount Lemmon     | Mount Lemmon Survey | —         | MPC                           |
| 328463          | 2008 UJ202 | 7 out 2008  | Catalina         | CSS                 | —         | MPC                           |
| 328464          | 2008 UY365 | 25 out 2008 | Catalina         | CSS                 | —         | MPC                           |
| 328465          | 2008 VO20  | 1 nov 2008  | Mount Lemmon     | Mount Lemmon Survey | —         | MPC                           |
| 328466          | 2008 VW24  | 2 nov 2008  | Kitt Peak        | Spacewatch          | —         | MPC                           |
| 328467          | 2008 WP42  | 17 nov 2008 | Kitt Peak        | Spacewatch          | —         | MPC                           |
| 328468          | 2008 YY31  | 30 dez 2008 | Kitt Peak        | Spacewatch          | —         | MPC                           |
| 328469          | 2009 BR96  | 25 jan 2009 | Kitt Peak        | Spacewatch          | —         | MPC                           |
| 328470          | 2009 CU2   | 4 fev 2009  | Bisei SG Center  | BATTeRS             | Juno      | MPC                           |
| 328471          | 2009 CZ57  | 3 fev 2009  | Mount Lemmon     | Mount Lemmon Survey | —         | MPC                           |
| 328472          | 2009 DM44  | 25 fev 2009 | Tzec Maun        | F. Tozzi            | —         | MPC                           |
| 328473          | 2009 FW56  | 24 mar 2009 | Catalina         | CSS                 | —         | MPC                           |
| 328474          | 2009 FC59  | 26 mar 2009 | Kitt Peak        | Spacewatch          | —         | MPC                           |
| 328475          | 2009 HJ2   | 17 abr 2009 | Mount Lemmon     | Mount Lemmon Survey | —         | MPC                           |
| 328476          | 2009 HD9   | 24 jul 2003 | Palomar          | NEAT                | —         | MPC                           |
| 328477 Eckstein | 2009 HG36  | 21 abr 2009 | Tzec Maun        | E. Schwab           | Mitidika  | MPC                           |
| 328478          | 2009 HH64  | 22 abr 2009 | Kitt Peak        | Spacewatch          | —         | MPC                           |
| 328479          | 2009 HL103 | 18 abr 2009 | Kitt Peak        | Spacewatch          | —         | MPC                           |
| 328480          | 2009 JW14  | 9 nov 2007  | Kitt Peak        | Spacewatch          | —         | MPC                           |
| 328481          | 2009 KA17  | 26 mai 2009 | Kitt Peak        | Spacewatch          | —         | MPC                           |
| 328482          | 2009 KK20  | 19 nov 2007 | Mount Lemmon     | Mount Lemmon Survey | —         | MPC                           |
| 328483          | 2009 LZ5   | 15 jun 2009 | Mount Lemmon     | Mount Lemmon Survey | —         | MPC                           |
| 328484          | 2009 MJ5   | 21 jun 2009 | Kitt Peak        | Spacewatch          | —         | MPC                           |
| 328485          | 2009 MO5   | 21 jun 2009 | Catalina         | CSS                 | —         | MPC                           |
| 328486          | 2009 MH7   | 18 abr 2002 | Kitt Peak        | Spacewatch          | —         | MPC                           |
| 328487          | 2009 MX8   | 28 jun 2009 | La Sagra         | Mallorca Obs.       | —         | MPC                           |
| 328488          | 2009 MY9   | 24 jun 2009 | Mount Lemmon     | Mount Lemmon Survey | —         | MPC                           |
| 328489          | 2009 OP1   | 17 jul 2009 | Hibiscus         | N. Teamo            | —         | MPC                           |
| 328490          | 2009 ON2   | 19 jul 2009 | La Sagra         | Mallorca Obs.       | —         | MPC                           |
| 328491          | 2009 OX4   | 23 jul 2009 | Tiki             | N. Teamo            | —         | MPC                           |
| 328492          | 2009 OC6   | 19 jul 2009 | La Sagra         | Mallorca Obs.       | —         | MPC                           |
| 328493          | 2009 OJ17  | 28 jul 2009 | Kitt Peak        | Spacewatch          | —         | MPC                           |
| 328494          | 2009 OX20  | 25 jul 2009 | La Sagra         | Mallorca Obs.       | —         | MPC                           |
| 328495          | 2009 OZ24  | 26 jul 2009 | La Sagra         | Mallorca Obs.       | —         | MPC                           |
| 328496          | 2009 PQ3   | 12 ago 2009 | La Sagra         | Mallorca Obs.       | —         | MPC                           |
| 328497          | 2009 PR4   | 29 jul 2009 | Catalina         | CSS                 | Eos       | MPC                           |
| 328498          | 2009 PG7   | 15 ago 2009 | Catalina         | CSS                 | —         | MPC                           |
| 328499          | 2009 PU11  | 15 ago 2009 | Kitt Peak        | Spacewatch          | —         | MPC                           |
| 328500          | 2009 PR13  | 15 ago 2009 | Kitt Peak        | Spacewatch          | —         | MPC                           |

## 328501–328600
| Designação            | Designação | Descoberta  | Descoberta        | Descobridor(es)         | Categoria | Mais informações / Referência |
| Permanente            | Provisória | Data        | Local             | Descobridor(es)         | Categoria | Mais informações / Referência |
| --------------------- | ---------- | ----------- | ----------------- | ----------------------- | --------- | ----------------------------- |
| 328501                | 2009 PQ14  | 15 ago 2009 | Kitt Peak         | Spacewatch              | —         | MPC                           |
| 328502                | 2009 PW14  | 15 ago 2009 | Needville         | J. Dellinger, C. Sexton | —         | MPC                           |
| 328503                | 2009 PD15  | 15 ago 2009 | Catalina          | CSS                     | Mitidika  | MPC                           |
| 328504                | 2009 PP15  | 15 ago 2009 | Kitt Peak         | Spacewatch              | —         | MPC                           |
| 328505                | 2009 PM16  | 15 ago 2009 | Kitt Peak         | Spacewatch              | —         | MPC                           |
| 328506                | 2009 PH17  | 15 ago 2009 | Kitt Peak         | Spacewatch              | —         | MPC                           |
| 328507                | 2009 QV7   | 18 ago 2009 | Bergisch Gladbach | W. Bickel               | —         | MPC                           |
| 328508                | 2009 QH9   | 21 ago 2009 | La Sagra          | Mallorca Obs.           | —         | MPC                           |
| 328509                | 2009 QC10  | 21 ago 2009 | Andrushivka       | Andrushivka Obs.        | Mitidika  | MPC                           |
| 328510                | 2009 QA11  | 22 ago 2009 | Dauban            | F. Kugel                | —         | MPC                           |
| 328511                | 2009 QF11  | 18 ago 2009 | Kitt Peak         | Spacewatch              | —         | MPC                           |
| 328512                | 2009 QR11  | 16 ago 2009 | La Sagra          | Mallorca Obs.           | —         | MPC                           |
| 328513                | 2009 QP12  | 16 ago 2009 | Kitt Peak         | Spacewatch              | —         | MPC                           |
| 328514                | 2009 QT15  | 16 ago 2009 | Kitt Peak         | Spacewatch              | Mitidika  | MPC                           |
| 328515                | 2009 QR19  | 19 ago 2009 | La Sagra          | Mallorca Obs.           | —         | MPC                           |
| 328516                | 2009 QA20  | 19 ago 2009 | La Sagra          | Mallorca Obs.           | —         | MPC                           |
| 328517                | 2009 QN20  | 19 ago 2009 | Bergisch Gladbac  | W. Bickel               | —         | MPC                           |
| 328518                | 2009 QF22  | 20 ago 2009 | La Sagra          | Mallorca Obs.           | Mitidika  | MPC                           |
| 328519                | 2009 QZ23  | 16 ago 2009 | Catalina          | CSS                     | —         | MPC                           |
| 328520                | 2009 QK24  | 16 ago 2009 | Catalina          | CSS                     | —         | MPC                           |
| 328521                | 2009 QA29  | 23 ago 2009 | La Sagra          | Mallorca Obs.           | —         | MPC                           |
| 328522                | 2009 QC38  | 31 ago 2009 | Bergisch Gladbac  | W. Bickel               | —         | MPC                           |
| 328523                | 2009 QY47  | 28 ago 2009 | La Sagra          | Mallorca Obs.           | —         | MPC                           |
| 328524                | 2009 QB53  | 17 ago 2009 | Siding Spring     | SSS                     | —         | MPC                           |
| 328525                | 2009 QC56  | 17 ago 2009 | Kitt Peak         | Spacewatch              | —         | MPC                           |
| 328526                | 2009 QR57  | 18 ago 2009 | Kitt Peak         | Spacewatch              | —         | MPC                           |
| 328527                | 2009 QV58  | 16 ago 2009 | Kitt Peak         | Spacewatch              | —         | MPC                           |
| 328528                | 2009 QK60  | 17 ago 2009 | Kitt Peak         | Spacewatch              | —         | MPC                           |
| 328529                | 2009 QA62  | 28 ago 2009 | La Sagra          | Mallorca Obs.           | —         | MPC                           |
| 328530                | 2009 QX62  | 27 ago 2009 | Kitt Peak         | Spacewatch              | —         | MPC                           |
| 328531                | 2009 RM4   | 13 set 2009 | Bisei SG Center   | BATTeRS                 | —         | MPC                           |
| 328532                | 2009 RD12  | 12 set 2009 | Kitt Peak         | Spacewatch              | —         | MPC                           |
| 328533                | 2009 RH14  | 12 set 2009 | Kitt Peak         | Spacewatch              | —         | MPC                           |
| 328534                | 2009 RE17  | 12 set 2009 | Kitt Peak         | Spacewatch              | —         | MPC                           |
| 328535                | 2009 RL18  | 12 set 2009 | Kitt Peak         | Spacewatch              | —         | MPC                           |
| 328536                | 2009 RQ20  | 14 set 2009 | Kitt Peak         | Spacewatch              | —         | MPC                           |
| 328537                | 2009 RU23  | 15 set 2009 | Kitt Peak         | Spacewatch              | —         | MPC                           |
| 328538                | 2009 RQ25  | 15 set 2009 | Kitt Peak         | Spacewatch              | —         | MPC                           |
| 328539                | 2009 RZ28  | 23 jan 2006 | Kitt Peak         | Spacewatch              | Brangane  | MPC                           |
| 328540                | 2009 RJ31  | 14 set 2009 | Kitt Peak         | Spacewatch              | Ursula    | MPC                           |
| 328541                | 2009 RW33  | 14 set 2009 | Kitt Peak         | Spacewatch              | —         | MPC                           |
| 328542                | 2009 RR34  | 14 set 2009 | Kitt Peak         | Spacewatch              | —         | MPC                           |
| 328543                | 2009 RZ34  | 14 set 2009 | Kitt Peak         | Spacewatch              | —         | MPC                           |
| 328544                | 2009 RO35  | 14 set 2009 | Kitt Peak         | Spacewatch              | —         | MPC                           |
| 328545                | 2009 RV35  | 14 set 2009 | Kitt Peak         | Spacewatch              | —         | MPC                           |
| 328546                | 2009 RY41  | 15 set 2009 | Kitt Peak         | Spacewatch              | —         | MPC                           |
| 328547                | 2009 RK49  | 15 set 2009 | Kitt Peak         | Spacewatch              | —         | MPC                           |
| 328548                | 2009 RL50  | 15 set 2009 | Kitt Peak         | Spacewatch              | —         | MPC                           |
| 328549                | 2009 RK56  | 15 set 2009 | Kitt Peak         | Spacewatch              | —         | MPC                           |
| 328550                | 2009 RC57  | 15 set 2009 | Kitt Peak         | Spacewatch              | —         | MPC                           |
| 328551                | 2009 RE59  | 15 set 2009 | Kitt Peak         | Spacewatch              | —         | MPC                           |
| 328552                | 2009 RM60  | 14 set 2009 | Catalina          | CSS                     | —         | MPC                           |
| 328553                | 2009 RN60  | 14 set 2009 | Catalina          | CSS                     | —         | MPC                           |
| 328554                | 2009 RG63  | 13 set 2009 | Purple Mountain   | PMO NEO                 | —         | MPC                           |
| 328555                | 2009 RH69  | 15 set 2009 | Mount Lemmon      | Mount Lemmon Survey     | —         | MPC                           |
| 328556                | 2009 RF72  | 15 set 2009 | Kitt Peak         | Spacewatch              | —         | MPC                           |
| 328557                | 2009 RB73  | 15 set 2009 | Kitt Peak         | Spacewatch              | —         | MPC                           |
| 328558                | 2009 RS73  | 15 set 2009 | Kitt Peak         | Spacewatch              | —         | MPC                           |
| 328559                | 2009 RY73  | 15 set 2009 | Kitt Peak         | Spacewatch              | —         | MPC                           |
| 328560                | 2009 RK74  | 14 set 2009 | Socorro           | LINEAR                  | —         | MPC                           |
| 328561                | 2009 RW74  | 15 ago 2009 | Catalina          | CSS                     | —         | MPC                           |
| 328562                | 2009 RX74  | 12 jan 2002 | Palomar           | NEAT                    | —         | MPC                           |
| 328563 Mosplanetarium | 2009 SZ1   | 17 set 2009 | Zelenchukskaya    | T. V. Kryachko          | —         | MPC                           |
| 328564                | 2009 SA9   | 16 set 2009 | Mount Lemmon      | Mount Lemmon Survey     | Flora     | MPC                           |
| 328565                | 2009 SH12  | 16 set 2009 | Mount Lemmon      | Mount Lemmon Survey     | —         | MPC                           |
| 328566                | 2009 SO16  | 17 set 2009 | Mount Lemmon      | Mount Lemmon Survey     | —         | MPC                           |
| 328567                | 2009 ST16  | 16 set 2009 | Kitt Peak         | Spacewatch              | —         | MPC                           |
| 328568                | 2009 SB19  | 21 set 2009 | Altschwendt       | W. Ries                 | —         | MPC                           |
| 328569                | 2009 SU22  | 16 set 2009 | Kitt Peak         | Spacewatch              | —         | MPC                           |
| 328570                | 2009 SR23  | 16 set 2009 | Kitt Peak         | Spacewatch              | —         | MPC                           |
| 328571                | 2009 SY26  | 16 set 2009 | Kitt Peak         | Spacewatch              | —         | MPC                           |
| 328572                | 2009 SD27  | 16 set 2009 | Kitt Peak         | Spacewatch              | —         | MPC                           |
| 328573                | 2009 SJ27  | 16 set 2009 | Kitt Peak         | Spacewatch              | —         | MPC                           |
| 328574                | 2009 SP29  | 16 set 2009 | Kitt Peak         | Spacewatch              | —         | MPC                           |
| 328575                | 2009 SB35  | 5 nov 2005  | Kitt Peak         | Spacewatch              | —         | MPC                           |
| 328576                | 2009 SH36  | 16 set 2009 | Kitt Peak         | Spacewatch              | —         | MPC                           |
| 328577                | 2009 SJ36  | 16 set 2009 | Kitt Peak         | Spacewatch              | Brangane  | MPC                           |
| 328578                | 2009 SC37  | 16 set 2009 | Kitt Peak         | Spacewatch              | —         | MPC                           |
| 328579                | 2009 SO38  | 16 set 2009 | Kitt Peak         | Spacewatch              | —         | MPC                           |
| 328580                | 2009 SA40  | 16 set 2009 | Kitt Peak         | Spacewatch              | —         | MPC                           |
| 328581                | 2009 SF40  | 16 set 2009 | Kitt Peak         | Spacewatch              | —         | MPC                           |
| 328582                | 2009 SH43  | 16 set 2009 | Kitt Peak         | Spacewatch              | —         | MPC                           |
| 328583                | 2009 SY45  | 16 set 2009 | Mount Lemmon      | Mount Lemmon Survey     | —         | MPC                           |
| 328584                | 2009 SG46  | 16 set 2009 | Kitt Peak         | Spacewatch              | —         | MPC                           |
| 328585                | 2009 SM46  | 16 set 2009 | Kitt Peak         | Spacewatch              | —         | MPC                           |
| 328586                | 2009 SQ49  | 17 set 2009 | La Sagra          | Mallorca Obs.           | Phocaea   | MPC                           |
| 328587                | 2009 SU55  | 17 set 2009 | Kitt Peak         | Spacewatch              | —         | MPC                           |
| 328588                | 2009 SF56  | 17 set 2009 | Kitt Peak         | Spacewatch              | —         | MPC                           |
| 328589                | 2009 SS58  | 17 set 2009 | Kitt Peak         | Spacewatch              | —         | MPC                           |
| 328590                | 2009 SQ61  | 17 set 2009 | Kitt Peak         | Spacewatch              | —         | MPC                           |
| 328591                | 2009 SP66  | 17 set 2009 | Kitt Peak         | Spacewatch              | —         | MPC                           |
| 328592                | 2009 ST67  | 17 set 2009 | Kitt Peak         | Spacewatch              | —         | MPC                           |
| 328593                | 2009 SE68  | 17 set 2009 | Kitt Peak         | Spacewatch              | —         | MPC                           |
| 328594                | 2009 SU69  | 17 set 2009 | Mount Lemmon      | Mount Lemmon Survey     | Maria     | MPC                           |
| 328595                | 2009 SO72  | 17 set 2009 | Mount Lemmon      | Mount Lemmon Survey     | —         | MPC                           |
| 328596                | 2009 SK74  | 17 set 2009 | Kitt Peak         | Spacewatch              | —         | MPC                           |
| 328597                | 2009 SS74  | 17 set 2009 | Kitt Peak         | Spacewatch              | —         | MPC                           |
| 328598                | 2009 SZ78  | 18 set 2009 | Kitt Peak         | Spacewatch              | Brangane  | MPC                           |
| 328599                | 2009 SH87  | 18 set 2009 | Mount Lemmon      | Mount Lemmon Survey     | —         | MPC                           |
| 328600                | 2009 SU87  | 18 set 2009 | Kitt Peak         | Spacewatch              | —         | MPC                           |

## 328601–328700
| Designação | Designação | Descoberta  | Descoberta      | Descobridor(es)      | Categoria | Mais informações / Referência |
| Permanente | Provisória | Data        | Local           | Descobridor(es)      | Categoria | Mais informações / Referência |
| ---------- | ---------- | ----------- | --------------- | -------------------- | --------- | ----------------------------- |
| 328601     | 2009 SC88  | 18 set 2009 | Kitt Peak       | Spacewatch           | —         | MPC                           |
| 328602     | 2009 ST92  | 18 set 2009 | Mount Lemmon    | Mount Lemmon Survey  | —         | MPC                           |
| 328603     | 2009 SU96  | 19 set 2009 | Mount Lemmon    | Mount Lemmon Survey  | —         | MPC                           |
| 328604     | 2009 SH99  | 22 set 2009 | Dauban          | F. Kugel             | —         | MPC                           |
| 328605     | 2009 SF100 | 20 set 2009 | Calvin-Rehoboth | Calvin–Rehoboth Obs. | —         | MPC                           |
| 328606     | 2009 SD102 | 5 out 2004  | Anderson Mesa   | LONEOS               | —         | MPC                           |
| 328607     | 2009 SN106 | 16 set 2009 | Mount Lemmon    | Mount Lemmon Survey  | —         | MPC                           |
| 328608     | 2009 SL110 | 17 set 2009 | Kitt Peak       | Spacewatch           | —         | MPC                           |
| 328609     | 2009 SR114 | 18 set 2009 | Kitt Peak       | Spacewatch           | —         | MPC                           |
| 328610     | 2009 SR117 | 18 set 2009 | Kitt Peak       | Spacewatch           | —         | MPC                           |
| 328611     | 2009 SV117 | 18 set 2009 | Kitt Peak       | Spacewatch           | —         | MPC                           |
| 328612     | 2009 SB118 | 18 set 2009 | Kitt Peak       | Spacewatch           | —         | MPC                           |
| 328613     | 2009 SU126 | 18 set 2009 | Kitt Peak       | Spacewatch           | —         | MPC                           |
| 328614     | 2009 SN128 | 18 set 2009 | Kitt Peak       | Spacewatch           | —         | MPC                           |
| 328615     | 2009 SR132 | 18 set 2009 | Kitt Peak       | Spacewatch           | Brangane  | MPC                           |
| 328616     | 2009 SS138 | 18 set 2009 | Kitt Peak       | Spacewatch           | —         | MPC                           |
| 328617     | 2009 SP142 | 19 set 2009 | Kitt Peak       | Spacewatch           | —         | MPC                           |
| 328618     | 2009 SG144 | 19 set 2009 | Kitt Peak       | Spacewatch           | —         | MPC                           |
| 328619     | 2009 SU144 | 19 set 2009 | Mount Lemmon    | Mount Lemmon Survey  | —         | MPC                           |
| 328620     | 2009 SD145 | 19 set 2009 | Mount Lemmon    | Mount Lemmon Survey  | —         | MPC                           |
| 328621     | 2009 SS146 | 19 set 2009 | Kitt Peak       | Spacewatch           | —         | MPC                           |
| 328622     | 2009 SL150 | 19 mai 2004 | Siding Spring   | SSS                  | —         | MPC                           |
| 328623     | 2009 SS150 | 20 set 2009 | Kitt Peak       | Spacewatch           | —         | MPC                           |
| 328624     | 2009 SF153 | 29 out 2005 | Kitt Peak       | Spacewatch           | —         | MPC                           |
| 328625     | 2009 SJ154 | 1 out 1998  | Kitt Peak       | Spacewatch           | —         | MPC                           |
| 328626     | 2009 SG159 | 20 set 2009 | Kitt Peak       | Spacewatch           | —         | MPC                           |
| 328627     | 2009 SW170 | 27 set 2009 | Mayhill         | A. Lowe              | —         | MPC                           |
| 328628     | 2009 SU176 | 19 set 2009 | Mount Lemmon    | Mount Lemmon Survey  | Vesta     | MPC                           |
| 328629     | 2009 SE181 | 21 set 2009 | Mount Lemmon    | Mount Lemmon Survey  | —         | MPC                           |
| 328630     | 2009 SX182 | 21 set 2009 | Mount Lemmon    | Mount Lemmon Survey  | —         | MPC                           |
| 328631     | 2009 SG190 | 22 set 2009 | Kitt Peak       | Spacewatch           | —         | MPC                           |
| 328632     | 2009 SK195 | 22 set 2009 | Kitt Peak       | Spacewatch           | —         | MPC                           |
| 328633     | 2009 SB203 | 22 set 2009 | Kitt Peak       | Spacewatch           | —         | MPC                           |
| 328634     | 2009 SJ203 | 22 set 2009 | Kitt Peak       | Spacewatch           | —         | MPC                           |
| 328635     | 2009 SF205 | 22 set 2009 | Kitt Peak       | Spacewatch           | Phocaea   | MPC                           |
| 328636     | 2009 SV207 | 23 set 2009 | Kitt Peak       | Spacewatch           | —         | MPC                           |
| 328637     | 2009 SX208 | 23 set 2009 | Kitt Peak       | Spacewatch           | —         | MPC                           |
| 328638     | 2009 SK209 | 23 set 2009 | Kitt Peak       | Spacewatch           | —         | MPC                           |
| 328639     | 2009 SB213 | 23 set 2009 | Kitt Peak       | Spacewatch           | —         | MPC                           |
| 328640     | 2009 SK213 | 23 set 2009 | Kitt Peak       | Spacewatch           | —         | MPC                           |
| 328641     | 2009 SG215 | 23 set 2009 | Črni Vrh        | Črni Vrh             | —         | MPC                           |
| 328642     | 2009 SD216 | 24 set 2009 | Kitt Peak       | Spacewatch           | —         | MPC                           |
| 328643     | 2009 SX216 | 4 fev 2006  | Kitt Peak       | Spacewatch           | —         | MPC                           |
| 328644     | 2009 SP220 | 24 set 2009 | Mount Lemmon    | Mount Lemmon Survey  | —         | MPC                           |
| 328645     | 2009 SK233 | 19 set 2009 | Kitt Peak       | Spacewatch           | —         | MPC                           |
| 328646     | 2009 SW233 | 23 set 2009 | Kitt Peak       | Spacewatch           | —         | MPC                           |
| 328647     | 2009 SZ235 | 16 set 2009 | Catalina        | CSS                  | —         | MPC                           |
| 328648     | 2009 SP237 | 2 nov 2004  | Anderson Mesa   | LONEOS               | —         | MPC                           |
| 328649     | 2009 SA238 | 16 set 2009 | Catalina        | CSS                  | —         | MPC                           |
| 328650     | 2009 SR238 | 16 set 2009 | Catalina        | CSS                  | —         | MPC                           |
| 328651     | 2009 SY241 | 19 set 2009 | Catalina        | CSS                  | —         | MPC                           |
| 328652     | 2009 SA243 | 10 out 2004 | Kitt Peak       | Spacewatch           | —         | MPC                           |
| 328653     | 2009 SA248 | 22 set 2009 | Mount Lemmon    | Mount Lemmon Survey  | —         | MPC                           |
| 328654     | 2009 SQ252 | 21 set 2009 | Kitt Peak       | Spacewatch           | —         | MPC                           |
| 328655     | 2009 SV252 | 22 set 2009 | Kitt Peak       | Spacewatch           | —         | MPC                           |
| 328656     | 2009 SA253 | 22 set 2009 | Mount Lemmon    | Mount Lemmon Survey  | —         | MPC                           |
| 328657     | 2009 SY253 | 25 set 2009 | Kitt Peak       | Spacewatch           | —         | MPC                           |
| 328658     | 2009 SR255 | 23 set 2009 | Črni Vrh        | Črni Vrh             | —         | MPC                           |
| 328659     | 2009 SY257 | 21 set 2009 | Mount Lemmon    | Mount Lemmon Survey  | —         | MPC                           |
| 328660     | 2009 SD262 | 15 set 2009 | Kitt Peak       | Spacewatch           | Maria     | MPC                           |
| 328661     | 2009 SG263 | 23 set 2009 | Mount Lemmon    | Mount Lemmon Survey  | Brangane  | MPC                           |
| 328662     | 2009 SG265 | 23 set 2009 | Mount Lemmon    | Mount Lemmon Survey  | —         | MPC                           |
| 328663     | 2009 SR275 | 25 set 2009 | Kitt Peak       | Spacewatch           | —         | MPC                           |
| 328664     | 2009 SJ277 | 25 set 2009 | Kitt Peak       | Spacewatch           | —         | MPC                           |
| 328665     | 2009 SE278 | 25 set 2009 | Kitt Peak       | Spacewatch           | Mitidika  | MPC                           |
| 328666     | 2009 SJ282 | 17 set 2009 | Kitt Peak       | Spacewatch           | —         | MPC                           |
| 328667     | 2009 SP282 | 25 set 2009 | Kitt Peak       | Spacewatch           | —         | MPC                           |
| 328668     | 2009 SA283 | 25 set 2009 | Kitt Peak       | Spacewatch           | —         | MPC                           |
| 328669     | 2009 SJ283 | 25 set 2009 | Kitt Peak       | Spacewatch           | —         | MPC                           |
| 328670     | 2009 SM285 | 15 ago 2009 | Kitt Peak       | Spacewatch           | —         | MPC                           |
| 328671     | 2009 SC289 | 25 set 2009 | Kitt Peak       | Spacewatch           | Brangane  | MPC                           |
| 328672     | 2009 SO289 | 25 set 2009 | Kitt Peak       | Spacewatch           | —         | MPC                           |
| 328673     | 2009 SV289 | 25 set 2009 | Kitt Peak       | Spacewatch           | —         | MPC                           |
| 328674     | 2009 SV290 | 25 set 2009 | Kitt Peak       | Spacewatch           | —         | MPC                           |
| 328675     | 2009 SL293 | 6 fev 2007  | Kitt Peak       | Spacewatch           | —         | MPC                           |
| 328676     | 2009 SS296 | 28 set 2009 | Kitt Peak       | Spacewatch           | Brangane  | MPC                           |
| 328677     | 2009 SG309 | 18 set 2009 | Anderson Mesa   | L. H. Wasserman      | —         | MPC                           |
| 328678     | 2009 SY311 | 14 dez 1995 | Kitt Peak       | Spacewatch           | —         | MPC                           |
| 328679     | 2009 SG323 | 23 set 2009 | Mount Lemmon    | Mount Lemmon Survey  | —         | MPC                           |
| 328680     | 2009 SE327 | 28 set 2009 | Catalina        | CSS                  | —         | MPC                           |
| 328681     | 2009 SK332 | 21 set 2009 | Mount Lemmon    | Mount Lemmon Survey  | —         | MPC                           |
| 328682     | 2009 SE336 | 24 set 2009 | Kitt Peak       | Spacewatch           | —         | MPC                           |
| 328683     | 2009 SB341 | 23 set 2009 | Mount Lemmon    | Mount Lemmon Survey  | —         | MPC                           |
| 328684     | 2009 SF341 | 25 set 2009 | Kitt Peak       | Spacewatch           | —         | MPC                           |
| 328685     | 2009 SY342 | 17 set 2009 | Kitt Peak       | Spacewatch           | —         | MPC                           |
| 328686     | 2009 SB343 | 17 set 2009 | Kitt Peak       | Spacewatch           | —         | MPC                           |
| 328687     | 2009 SS344 | 18 set 2009 | Kitt Peak       | Spacewatch           | —         | MPC                           |
| 328688     | 2009 SE345 | 18 set 2009 | Kitt Peak       | Spacewatch           | —         | MPC                           |
| 328689     | 2009 SR347 | 28 set 2009 | Mount Lemmon    | Mount Lemmon Survey  | —         | MPC                           |
| 328690     | 2009 SH348 | 21 set 2009 | Catalina        | CSS                  | —         | MPC                           |
| 328691     | 2009 SM351 | 18 set 2009 | Catalina        | CSS                  | —         | MPC                           |
| 328692     | 2009 SP352 | 15 mar 2007 | Mount Lemmon    | Mount Lemmon Survey  | —         | MPC                           |
| 328693     | 2009 SB353 | 20 set 2009 | Kitt Peak       | Spacewatch           | —         | MPC                           |
| 328694     | 2009 SO353 | 19 set 2009 | Mount Lemmon    | Mount Lemmon Survey  | —         | MPC                           |
| 328695     | 2009 SA357 | 20 set 2009 | Mount Lemmon    | Mount Lemmon Survey  | —         | MPC                           |
| 328696     | 2009 SG357 | 21 set 2009 | Mount Lemmon    | Mount Lemmon Survey  | —         | MPC                           |
| 328697     | 2009 SM358 | 17 set 2009 | Kitt Peak       | Spacewatch           | —         | MPC                           |
| 328698     | 2009 SG361 | 29 set 2009 | Kitt Peak       | Spacewatch           | —         | MPC                           |
| 328699     | 2009 SD362 | 19 set 2009 | Kitt Peak       | Spacewatch           | —         | MPC                           |
| 328700     | 2009 SC363 | 28 set 2009 | Kitt Peak       | Spacewatch           | —         | MPC                           |

## 328701–328800
| Designação | Designação | Descoberta  | Descoberta      | Descobridor(es)            | Categoria | Mais informações / Referência |
| Permanente | Provisória | Data        | Local           | Descobridor(es)            | Categoria | Mais informações / Referência |
| ---------- | ---------- | ----------- | --------------- | -------------------------- | --------- | ----------------------------- |
| 328701     | 2009 SJ363 | 17 set 2009 | Mount Lemmon    | Mount Lemmon Survey        | —         | MPC                           |
| 328702     | 2009 SE364 | 7 out 2004  | Kitt Peak       | Spacewatch                 | —         | MPC                           |
| 328703     | 2009 TN1   | 11 out 2009 | La Sagra        | Mallorca Obs.              | —         | MPC                           |
| 328704     | 2009 TW2   | 12 out 2009 | Tzec Maun       | Tzec Maun Obs.             | —         | MPC                           |
| 328705     | 2009 TG3   | 10 out 2009 | La Sagra        | Mallorca Obs.              | —         | MPC                           |
| 328706     | 2009 TK6   | 12 out 2009 | Mount Lemmon    | Mount Lemmon Survey        | —         | MPC                           |
| 328707     | 2009 TS6   | 12 out 2009 | La Sagra        | Mallorca Obs.              | —         | MPC                           |
| 328708     | 2009 TW8   | 14 out 2009 | Marly           | P. Kocher                  | Brangane  | MPC                           |
| 328709     | 2009 TT9   | 14 out 2009 | Socorro         | LINEAR                     | —         | MPC                           |
| 328710     | 2009 TZ10  | 11 out 2009 | La Sagra        | Mallorca Obs.              | —         | MPC                           |
| 328711     | 2009 TY12  | 10 out 2009 | Bisei SG Center | BATTeRS                    | —         | MPC                           |
| 328712     | 2009 TA13  | 15 out 2009 | Jarnac          | Jarnac Obs.                | —         | MPC                           |
| 328713     | 2009 TB14  | 11 out 2009 | La Sagra        | Mallorca Obs.              | —         | MPC                           |
| 328714     | 2009 TE17  | 15 out 2009 | La Sagra        | Mallorca Obs.              | —         | MPC                           |
| 328715     | 2009 TH17  | 15 out 2009 | La Sagra        | Mallorca Obs.              | —         | MPC                           |
| 328716     | 2009 TP17  | 15 out 2009 | Catalina        | CSS                        | Phocaea   | MPC                           |
| 328717     | 2009 TA18  | 15 out 2009 | La Sagra        | Mallorca Obs.              | —         | MPC                           |
| 328718     | 2009 TA20  | 11 out 2009 | Mount Lemmon    | Mount Lemmon Survey        | Brangane  | MPC                           |
| 328719     | 2009 TZ20  | 11 out 2009 | La Sagra        | Mallorca Obs.              | —         | MPC                           |
| 328720     | 2009 TA21  | 11 out 2009 | La Sagra        | Mallorca Obs.              | —         | MPC                           |
| 328721     | 2009 TR21  | 12 out 2009 | La Sagra        | Mallorca Obs.              | —         | MPC                           |
| 328722     | 2009 TF26  | 14 out 2009 | Purple Mountain | PMO NEO                    | —         | MPC                           |
| 328723     | 2009 TT33  | 9 out 2009  | Catalina        | CSS                        | —         | MPC                           |
| 328724     | 2009 TX33  | 2 fev 2006  | Kitt Peak       | Spacewatch                 | —         | MPC                           |
| 328725     | 2009 TP36  | 14 out 2009 | La Sagra        | Mallorca Obs.              | —         | MPC                           |
| 328726     | 2009 TF38  | 14 out 2009 | Catalina        | CSS                        | —         | MPC                           |
| 328727     | 2009 TA41  | 14 out 2009 | Mount Lemmon    | Mount Lemmon Survey        | —         | MPC                           |
| 328728     | 2009 TO41  | 1 out 2009  | Mount Lemmon    | Mount Lemmon Survey        | —         | MPC                           |
| 328729     | 2009 TF43  | 2 out 2009  | Mount Lemmon    | Mount Lemmon Survey        | —         | MPC                           |
| 328730     | 2009 TE45  | 14 out 2009 | La Sagra        | Mallorca Obs.              | —         | MPC                           |
| 328731     | 2009 TC46  | 14 out 2009 | Mount Lemmon    | Mount Lemmon Survey        | —         | MPC                           |
| 328732     | 2009 TG46  | 8 abr 2002  | La Silla        | C. Barbieri                | Vesta     | MPC                           |
| 328733     | 2009 TB48  | 15 out 2009 | Mount Lemmon    | Mount Lemmon Survey        | —         | MPC                           |
| 328734     | 2009 UA1   | 17 out 2009 | Tzec Maun       | D. Chestnov, A. Novichonok | —         | MPC                           |
| 328735     | 2009 UP10  | 16 out 2009 | Mount Lemmon    | Mount Lemmon Survey        | —         | MPC                           |
| 328736     | 2009 UC12  | 17 out 2009 | La Sagra        | Mallorca Obs.              | —         | MPC                           |
| 328737     | 2009 UP20  | 24 out 2009 | Mount Lemmon    | Mount Lemmon Survey        | —         | MPC                           |
| 328738     | 2009 UL25  | 18 out 2009 | Mount Lemmon    | Mount Lemmon Survey        | —         | MPC                           |
| 328739     | 2009 UQ26  | 21 out 2009 | Catalina        | CSS                        | —         | MPC                           |
| 328740     | 2009 UN28  | 18 out 2009 | La Cañada       | J. Lacruz                  | —         | MPC                           |
| 328741     | 2009 UM29  | 25 nov 2005 | Kitt Peak       | Spacewatch                 | —         | MPC                           |
| 328742     | 2009 UE30  | 18 out 2009 | Mount Lemmon    | Mount Lemmon Survey        | —         | MPC                           |
| 328743     | 2009 UF30  | 18 out 2009 | Mount Lemmon    | Mount Lemmon Survey        | —         | MPC                           |
| 328744     | 2009 UV31  | 18 out 2009 | Mount Lemmon    | Mount Lemmon Survey        | —         | MPC                           |
| 328745     | 2009 UY33  | 18 out 2009 | Mount Lemmon    | Mount Lemmon Survey        | —         | MPC                           |
| 328746     | 2009 UM36  | 22 out 2009 | Mount Lemmon    | Mount Lemmon Survey        | —         | MPC                           |
| 328747     | 2009 UK37  | 22 out 2009 | Mount Lemmon    | Mount Lemmon Survey        | Ursula    | MPC                           |
| 328748     | 2009 UX39  | 20 set 2003 | Palomar         | NEAT                       | Brangane  | MPC                           |
| 328749     | 2009 UR57  | 23 out 2009 | Mount Lemmon    | Mount Lemmon Survey        | —         | MPC                           |
| 328750     | 2009 UF59  | 23 out 2009 | Mount Lemmon    | Mount Lemmon Survey        | —         | MPC                           |
| 328751     | 2009 UQ60  | 17 out 2009 | Mount Lemmon    | Mount Lemmon Survey        | Ursula    | MPC                           |
| 328752     | 2009 UU60  | 29 set 2009 | Kitt Peak       | Spacewatch                 | Brangane  | MPC                           |
| 328753     | 2009 UL64  | 17 out 2009 | Mount Lemmon    | Mount Lemmon Survey        | —         | MPC                           |
| 328754     | 2009 UE66  | 17 out 2009 | Mount Lemmon    | Mount Lemmon Survey        | Brangane  | MPC                           |
| 328755     | 2009 UT70  | 22 out 2009 | Mount Lemmon    | Mount Lemmon Survey        | —         | MPC                           |
| 328756     | 2009 UL76  | 21 out 2009 | Mount Lemmon    | Mount Lemmon Survey        | —         | MPC                           |
| 328757     | 2009 UC88  | 19 out 2009 | La Sagra        | Mallorca Obs.              | Chimaera  | MPC                           |
| 328758     | 2009 UM88  | 21 out 2009 | Catalina        | CSS                        | —         | MPC                           |
| 328759     | 2009 UN88  | 21 out 2009 | Catalina        | CSS                        | —         | MPC                           |
| 328760     | 2009 UE90  | 20 out 2009 | Socorro         | LINEAR                     | Phocaea   | MPC                           |
| 328761     | 2009 UN94  | 21 out 2009 | Catalina        | CSS                        | —         | MPC                           |
| 328762     | 2009 UZ94  | 4 fev 2006  | Kitt Peak       | Spacewatch                 | —         | MPC                           |
| 328763     | 2009 US96  | 22 out 2009 | Mount Lemmon    | Mount Lemmon Survey        | —         | MPC                           |
| 328764     | 2009 UW97  | 23 out 2009 | Mount Lemmon    | Mount Lemmon Survey        | Vesta     | MPC                           |
| 328765     | 2009 UL99  | 18 out 1998 | Kitt Peak       | Spacewatch                 | —         | MPC                           |
| 328766     | 2009 UR100 | 23 out 2009 | Mount Lemmon    | Mount Lemmon Survey        | —         | MPC                           |
| 328767     | 2009 UD102 | 15 out 2009 | La Sagra        | Mallorca Obs.              | Brangane  | MPC                           |
| 328768     | 2009 UV106 | 22 out 2009 | Mount Lemmon    | Mount Lemmon Survey        | —         | MPC                           |
| 328769     | 2009 UG107 | 9 ago 2004  | Anderson Mesa   | LONEOS                     | —         | MPC                           |
| 328770     | 2009 UX107 | 23 out 2009 | Kitt Peak       | Spacewatch                 | Pallas    | MPC                           |
| 328771     | 2009 UL108 | 23 out 2009 | Kitt Peak       | Spacewatch                 | —         | MPC                           |
| 328772     | 2009 UY109 | 23 out 2009 | Mount Lemmon    | Mount Lemmon Survey        | —         | MPC                           |
| 328773     | 2009 UW115 | 21 out 2009 | Mount Lemmon    | Mount Lemmon Survey        | —         | MPC                           |
| 328774     | 2009 UV118 | 23 out 2009 | Mount Lemmon    | Mount Lemmon Survey        | —         | MPC                           |
| 328775     | 2009 UB129 | 29 out 2009 | Bisei SG Center | BATTeRS                    | —         | MPC                           |
| 328776     | 2009 UA136 | 22 out 2009 | Catalina        | CSS                        | —         | MPC                           |
| 328777     | 2009 UG136 | 26 out 2009 | Kitt Peak       | Spacewatch                 | —         | MPC                           |
| 328778     | 2009 UL136 | 23 out 2009 | Catalina        | CSS                        | —         | MPC                           |
| 328779     | 2009 UG137 | 28 out 2009 | La Sagra        | Mallorca Obs.              | —         | MPC                           |
| 328780     | 2009 UM137 | 16 out 2009 | Catalina        | CSS                        | —         | MPC                           |
| 328781     | 2009 UP137 | 17 out 2009 | Catalina        | CSS                        | —         | MPC                           |
| 328782     | 2009 UV140 | 25 mai 2007 | Mount Lemmon    | Mount Lemmon Survey        | —         | MPC                           |
| 328783     | 2009 UT146 | 27 out 2009 | Kitt Peak       | Spacewatch                 | —         | MPC                           |
| 328784     | 2009 UB147 | 24 out 2009 | Kitt Peak       | Spacewatch                 | —         | MPC                           |
| 328785     | 2009 UH150 | 20 out 2009 | Socorro         | LINEAR                     | —         | MPC                           |
| 328786     | 2009 UH152 | 24 out 2009 | Mount Lemmon    | Mount Lemmon Survey        | —         | MPC                           |
| 328787     | 2009 UC153 | 24 out 2009 | Catalina        | CSS                        | —         | MPC                           |
| 328788     | 2009 UC154 | 20 out 2009 | Bisei SG Center | BATTeRS                    | —         | MPC                           |
| 328789     | 2009 UF155 | 29 out 2009 | Bisei SG Center | BATTeRS                    | —         | MPC                           |
| 328790     | 2009 VJ1   | 9 nov 2009  | Mayhill         | iTelescope Obs.            | Phocaea   | MPC                           |
| 328791     | 2009 VO3   | 10 nov 2009 | Tzec Maun       | F. Tozzi                   | Brangane  | MPC                           |
| 328792     | 2009 VZ3   | 8 nov 2009  | Kitt Peak       | Spacewatch                 | Phocaea   | MPC                           |
| 328793     | 2009 VA5   | 8 nov 2009  | Kitt Peak       | Spacewatch                 | —         | MPC                           |
| 328794     | 2009 VX8   | 8 nov 2009  | Mount Lemmon    | Mount Lemmon Survey        | —         | MPC                           |
| 328795     | 2009 VW9   | 8 nov 2009  | Catalina        | CSS                        | Ursula    | MPC                           |
| 328796     | 2009 VJ17  | 8 nov 2009  | Catalina        | CSS                        | —         | MPC                           |
| 328797     | 2009 VF20  | 9 nov 2009  | Mount Lemmon    | Mount Lemmon Survey        | Brangane  | MPC                           |
| 328798     | 2009 VM27  | 8 nov 2009  | Kitt Peak       | Spacewatch                 | —         | MPC                           |
| 328799     | 2009 VU27  | 18 set 2009 | Mount Lemmon    | Mount Lemmon Survey        | —         | MPC                           |
| 328800     | 2009 VO29  | 9 nov 2009  | Kitt Peak       | Spacewatch                 | Brangane  | MPC                           |

## 328801–328900
| Designação | Designação | Descoberta  | Descoberta       | Descobridor(es)     | Categoria | Mais informações / Referência |
| Permanente | Provisória | Data        | Local            | Descobridor(es)     | Categoria | Mais informações / Referência |
| ---------- | ---------- | ----------- | ---------------- | ------------------- | --------- | ----------------------------- |
| 328801     | 2009 VR32  | 9 nov 2009  | Mount Lemmon     | Mount Lemmon Survey | —         | MPC                           |
| 328802     | 2009 VJ38  | 9 nov 2009  | Kitt Peak        | Spacewatch          | —         | MPC                           |
| 328803     | 2009 VH42  | 13 nov 2009 | Plana            | F. Fratev           | —         | MPC                           |
| 328804     | 2009 VC43  | 9 nov 2009  | Kitt Peak        | Spacewatch          | —         | MPC                           |
| 328805     | 2009 VJ45  | 11 nov 2009 | Socorro          | LINEAR              | —         | MPC                           |
| 328806     | 2009 VQ45  | 8 nov 2009  | Kitt Peak        | Spacewatch          | —         | MPC                           |
| 328807     | 2009 VO47  | 12 out 2009 | Mount Lemmon     | Mount Lemmon Survey | —         | MPC                           |
| 328808     | 2009 VT57  | 12 nov 2009 | La Sagra         | Mallorca Obs.       | —         | MPC                           |
| 328809     | 2009 VO65  | 9 nov 2009  | Kitt Peak        | Spacewatch          | —         | MPC                           |
| 328810     | 2009 VC66  | 9 nov 2009  | Kitt Peak        | Spacewatch          | Brangane  | MPC                           |
| 328811     | 2009 VP68  | 9 nov 2009  | Mount Lemmon     | Mount Lemmon Survey | —         | MPC                           |
| 328812     | 2009 VQ76  | 8 nov 2009  | Catalina         | CSS                 | —         | MPC                           |
| 328813     | 2009 VB79  | 10 nov 2009 | Catalina         | CSS                 | —         | MPC                           |
| 328814     | 2009 VW83  | 9 nov 2009  | Kitt Peak        | Spacewatch          | —         | MPC                           |
| 328815     | 2009 VW91  | 9 nov 2009  | Catalina         | CSS                 | —         | MPC                           |
| 328816     | 2009 VM92  | 10 nov 2009 | Mount Lemmon     | Mount Lemmon Survey | —         | MPC                           |
| 328817     | 2009 VN92  | 10 nov 2009 | Catalina         | CSS                 | Brangane  | MPC                           |
| 328818     | 2009 VR95  | 10 nov 2009 | Kitt Peak        | Spacewatch          | —         | MPC                           |
| 328819     | 2009 VL98  | 24 out 2003 | Kitt Peak        | M. W. Buie          | —         | MPC                           |
| 328820     | 2009 VY105 | 8 nov 2009  | Catalina         | CSS                 | —         | MPC                           |
| 328821     | 2009 VN107 | 8 nov 2009  | Catalina         | CSS                 | Ursula    | MPC                           |
| 328822     | 2009 VM109 | 9 nov 2009  | Mount Lemmon     | Mount Lemmon Survey | —         | MPC                           |
| 328823     | 2009 VU111 | 15 nov 2009 | Catalina         | CSS                 | —         | MPC                           |
| 328824     | 2009 VK115 | 14 nov 2009 | Socorro          | LINEAR              | Chimaera  | MPC                           |
| 328825     | 2009 VV115 | 15 nov 2009 | Socorro          | LINEAR              | —         | MPC                           |
| 328826     | 2009 WU2   | 26 mar 2003 | Palomar          | NEAT                | —         | MPC                           |
| 328827     | 2009 WV8   | 19 nov 2009 | Calvin-Rehoboth  | L. A. Molnar        | —         | MPC                           |
| 328828     | 2009 WB9   | 18 nov 2009 | Socorro          | LINEAR              | —         | MPC                           |
| 328829     | 2009 WF17  | 8 out 2004  | Kitt Peak        | Spacewatch          | —         | MPC                           |
| 328830     | 2009 WX23  | 16 nov 2009 | Tzec Maun        | Tzec Maun Obs.      | —         | MPC                           |
| 328831     | 2009 WK25  | 22 nov 2009 | Catalina         | CSS                 | —         | MPC                           |
| 328832     | 2009 WJ26  | 20 nov 2009 | Bergisch Gladbac | W. Bickel           | Ursula    | MPC                           |
| 328833     | 2009 WP33  | 16 nov 2009 | Kitt Peak        | Spacewatch          | —         | MPC                           |
| 328834     | 2009 WA43  | 17 nov 2009 | Catalina         | CSS                 | —         | MPC                           |
| 328835     | 2009 WD44  | 18 nov 2009 | Kitt Peak        | Spacewatch          | —         | MPC                           |
| 328836     | 2009 WB46  | 28 ago 2009 | Kitt Peak        | Spacewatch          | Brangane  | MPC                           |
| 328837     | 2009 WU47  | 19 nov 2009 | Mount Lemmon     | Mount Lemmon Survey | —         | MPC                           |
| 328838     | 2009 WD55  | 18 set 2003 | Kitt Peak        | Spacewatch          | —         | MPC                           |
| 328839     | 2009 WE60  | 16 nov 2009 | Kitt Peak        | Spacewatch          | —         | MPC                           |
| 328840     | 2009 WV69  | 18 nov 2009 | Kitt Peak        | Spacewatch          | —         | MPC                           |
| 328841     | 2009 WY71  | 18 nov 2009 | Kitt Peak        | Spacewatch          | Juno      | MPC                           |
| 328842     | 2009 WY73  | 30 out 2009 | Mount Lemmon     | Mount Lemmon Survey | —         | MPC                           |
| 328843     | 2009 WN75  | 18 nov 2009 | Kitt Peak        | Spacewatch          | —         | MPC                           |
| 328844     | 2009 WV75  | 18 nov 2009 | Kitt Peak        | Spacewatch          | Maria     | MPC                           |
| 328845     | 2009 WG85  | 19 nov 2009 | Kitt Peak        | Spacewatch          | —         | MPC                           |
| 328846     | 2009 WD94  | 15 set 2009 | Kitt Peak        | Spacewatch          | —         | MPC                           |
| 328847     | 2009 WK94  | 20 nov 2009 | Kitt Peak        | Spacewatch          | —         | MPC                           |
| 328848     | 2009 WT95  | 15 out 2004 | Mount Lemmon     | Mount Lemmon Survey | —         | MPC                           |
| 328849     | 2009 WA98  | 21 nov 2009 | Kitt Peak        | Spacewatch          | —         | MPC                           |
| 328850     | 2009 WU107 | 5 mar 2006  | Kitt Peak        | Spacewatch          | Ursula    | MPC                           |
| 328851     | 2009 WD128 | 20 nov 2009 | Kitt Peak        | Spacewatch          | —         | MPC                           |
| 328852     | 2009 WR142 | 31 mar 1995 | Kitt Peak        | Spacewatch          | —         | MPC                           |
| 328853     | 2009 WB145 | 19 nov 2009 | Mount Lemmon     | Mount Lemmon Survey | —         | MPC                           |
| 328854     | 2009 WA146 | 19 nov 2009 | Catalina         | CSS                 | —         | MPC                           |
| 328855     | 2009 WA156 | 13 mai 2007 | Siding Spring    | SSS                 | —         | MPC                           |
| 328856     | 2009 WC156 | 20 nov 2009 | Kitt Peak        | Spacewatch          | —         | MPC                           |
| 328857     | 2009 WU159 | 21 nov 2009 | Kitt Peak        | Spacewatch          | —         | MPC                           |
| 328858     | 2009 WW170 | 13 mar 2007 | Mount Lemmon     | Mount Lemmon Survey | Ursula    | MPC                           |
| 328859     | 2009 WL178 | 2 out 2003  | Kitt Peak        | Spacewatch          | Brangane  | MPC                           |
| 328860     | 2009 WC190 | 24 nov 2009 | Kitt Peak        | Spacewatch          | —         | MPC                           |
| 328861     | 2009 WX217 | 17 nov 2009 | Catalina         | CSS                 | Ursula    | MPC                           |
| 328862     | 2009 WZ217 | 17 nov 2009 | Catalina         | CSS                 | —         | MPC                           |
| 328863     | 2009 WN220 | 13 out 2004 | Kitt Peak        | Spacewatch          | —         | MPC                           |
| 328864     | 2009 WB232 | 17 nov 2009 | Mount Lemmon     | Mount Lemmon Survey | —         | MPC                           |
| 328865     | 2009 WX233 | 20 set 2009 | Mount Lemmon     | Mount Lemmon Survey | Vesta     | MPC                           |
| 328866     | 2009 WZ234 | 19 nov 2009 | Mount Lemmon     | Mount Lemmon Survey | —         | MPC                           |
| 328867     | 2009 WH248 | 17 nov 2009 | Mount Lemmon     | Mount Lemmon Survey | —         | MPC                           |
| 328868     | 2009 WU248 | 7 dez 2005  | Catalina         | CSS                 | —         | MPC                           |
| 328869     | 2009 XS2   | 18 nov 2003 | Kitt Peak        | Spacewatch          | —         | MPC                           |
| 328870     | 2009 XN7   | 11 dez 2009 | Nogales          | Tenagra II Obs.     | —         | MPC                           |
| 328871     | 2010 AO61  | 20 out 2009 | Siding Spring    | SSS                 | —         | MPC                           |
| 328872     | 2010 AO92  | 8 jan 2010  | WISE             | WISE                | —         | MPC                           |
| 328873     | 2010 AA95  | 14 out 2009 | Catalina         | CSS                 | —         | MPC                           |
| 328874     | 2010 AQ114 | 22 jan 2006 | Mount Lemmon     | Mount Lemmon Survey | —         | MPC                           |
| 328875     | 2010 AX115 | 2 fev 2006  | Mount Lemmon     | Mount Lemmon Survey | —         | MPC                           |
| 328876     | 2010 BT25  | 27 jul 2004 | Siding Spring    | SSS                 | —         | MPC                           |
| 328877     | 2010 BJ70  | 13 set 2007 | Mount Lemmon     | Mount Lemmon Survey | Vesta     | MPC                           |
| 328878     | 2010 BP94  | 26 abr 2003 | Kitt Peak        | Spacewatch          | Vesta     | MPC                           |
| 328879     | 2010 BQ105 | 19 jan 2005 | Kitt Peak        | Spacewatch          | —         | MPC                           |
| 328880     | 2010 CJ10  | 8 fev 2010  | WISE             | WISE                | —         | MPC                           |
| 328881     | 2010 CO130 | 28 set 2008 | Mount Lemmon     | Mount Lemmon Survey | —         | MPC                           |
| 328882     | 2010 EV3   | 2 mar 2010  | WISE             | WISE                | —         | MPC                           |
| 328883     | 2010 HG    | 16 abr 2010 | WISE             | WISE                | —         | MPC                           |
| 328884     | 2010 LJ109 | 17 fev 2010 | Mount Lemmon     | Mount Lemmon Survey | —         | MPC                           |
| 328885     | 2010 NU31  | 7 jul 2010  | WISE             | WISE                | —         | MPC                           |
| 328886     | 2010 OK35  | 21 jul 2010 | WISE             | WISE                | —         | MPC                           |
| 328887     | 2010 OJ58  | 10 mar 2007 | Palomar          | NEAT                | —         | MPC                           |
| 328888     | 2010 PS48  | 23 out 2006 | Siding Spring    | SSS                 | —         | MPC                           |
| 328889     | 2010 RF9   | 19 fev 2009 | Catalina         | CSS                 | —         | MPC                           |
| 328890     | 2010 RL46  | 2 set 2010  | Mount Lemmon     | Mount Lemmon Survey | —         | MPC                           |
| 328891     | 2010 RQ52  | 5 set 2010  | Bergisch Gladbac | W. Bickel           | Juno      | MPC                           |
| 328892     | 2010 RE87  | 2 set 2010  | Mount Lemmon     | Mount Lemmon Survey | —         | MPC                           |
| 328893     | 2010 RU103 | 28 set 2006 | Mount Lemmon     | Mount Lemmon Survey | —         | MPC                           |
| 328894     | 2010 RW125 | 11 nov 2007 | Mount Lemmon     | Mount Lemmon Survey | —         | MPC                           |
| 328895     | 2010 SR12  | 21 mar 2001 | Anderson Mesa    | LONEOS              | —         | MPC                           |
| 328896     | 2010 SD19  | 29 nov 2003 | Kitt Peak        | Spacewatch          | —         | MPC                           |
| 328897     | 2010 SV28  | 17 set 1995 | Kitt Peak        | Spacewatch          | Mitidika  | MPC                           |
| 328898     | 2010 TA6   | 23 out 2003 | Haleakala        | NEAT                | —         | MPC                           |
| 328899     | 2010 TN19  | 25 jul 2007 | Siding Spring    | SSS                 | Juno      | MPC                           |
| 328900     | 2010 TX19  | 18 out 2007 | Kitt Peak        | Spacewatch          | —         | MPC                           |

## 328901–329000
| Designação | Designação | Descoberta  | Descoberta    | Descobridor(es)     | Categoria | Mais informações / Referência |
| Permanente | Provisória | Data        | Local         | Descobridor(es)     | Categoria | Mais informações / Referência |
| ---------- | ---------- | ----------- | ------------- | ------------------- | --------- | ----------------------------- |
| 328901     | 2010 TK25  | 9 mar 2005  | Kitt Peak     | Spacewatch          | —         | MPC                           |
| 328902     | 2010 TM28  | 16 out 2006 | Mount Lemmon  | Mount Lemmon Survey | —         | MPC                           |
| 328903     | 2010 TW28  | 3 nov 2007  | Kitt Peak     | Spacewatch          | —         | MPC                           |
| 328904     | 2010 TR40  | 13 fev 2002 | Palomar       | NEAT                | —         | MPC                           |
| 328905     | 2010 TP42  | 3 out 2006  | Mount Lemmon  | Mount Lemmon Survey | —         | MPC                           |
| 328906     | 2010 TO129 | 8 mar 2003  | Socorro       | LINEAR              | —         | MPC                           |
| 328907     | 2010 TD150 | 21 out 2006 | Mount Lemmon  | Mount Lemmon Survey | —         | MPC                           |
| 328908     | 2010 TW155 | 9 nov 2007  | Kitt Peak     | Spacewatch          | —         | MPC                           |
| 328909     | 2010 TR166 | 17 dez 2006 | Catalina      | CSS                 | —         | MPC                           |
| 328910     | 2010 TP167 | 11 fev 2004 | Kitt Peak     | Spacewatch          | —         | MPC                           |
| 328911     | 2010 UZ9   | 15 set 2006 | Kitt Peak     | Spacewatch          | Mitidika  | MPC                           |
| 328912     | 2010 UW10  | 14 out 2001 | Desert Eagle  | W. K. Y. Yeung      | —         | MPC                           |
| 328913     | 2010 UY10  | 21 out 2006 | Mount Lemmon  | Mount Lemmon Survey | —         | MPC                           |
| 328914     | 2010 UT15  | 12 dez 2006 | Palomar       | NEAT                | —         | MPC                           |
| 328915     | 2010 UM21  | 28 mar 2008 | Mount Lemmon  | Mount Lemmon Survey | —         | MPC                           |
| 328916     | 2010 UH25  | 23 ago 2003 | Palomar       | NEAT                | —         | MPC                           |
| 328917     | 2010 US27  | 1 dez 2006  | Mount Lemmon  | Mount Lemmon Survey | —         | MPC                           |
| 328918     | 2010 US34  | 18 nov 2003 | Kitt Peak     | Spacewatch          | —         | MPC                           |
| 328919     | 2010 UX35  | 26 jan 1996 | Kitt Peak     | Spacewatch          | —         | MPC                           |
| 328920     | 2010 UO51  | 7 fev 2007  | Mount Lemmon  | Mount Lemmon Survey | —         | MPC                           |
| 328921     | 2010 UZ51  | 21 ago 2006 | Kitt Peak     | Spacewatch          | —         | MPC                           |
| 328922     | 2010 UF57  | 9 fev 2003  | Haleakalā     | NEAT                | —         | MPC                           |
| 328923     | 2010 UG59  | 11 dez 2004 | Kitt Peak     | Spacewatch          | —         | MPC                           |
| 328924     | 2010 UN64  | 6 abr 2003  | Kitt Peak     | Spacewatch          | Eos       | MPC                           |
| 328925     | 2010 UO82  | 23 set 2000 | Anderson Mesa | LONEOS              | —         | MPC                           |
| 328926     | 2010 UG95  | 1 mar 2008  | Kitt Peak     | Spacewatch          | —         | MPC                           |
| 328927     | 2010 UP95  | 27 jan 2003 | Palomar       | NEAT                | —         | MPC                           |
| 328928     | 2010 UJ100 | 16 mar 2007 | Kitt Peak     | Spacewatch          | —         | MPC                           |
| 328929     | 2010 VN    | 17 abr 2001 | Anderson Mesa | LONEOS              | Juno      | MPC                           |
| 328930     | 2010 VG12  | 16 fev 2004 | Kitt Peak     | Spacewatch          | —         | MPC                           |
| 328931     | 2010 VP13  | 11 jan 2003 | Kitt Peak     | Spacewatch          | —         | MPC                           |
| 328932     | 2010 VX13  | 8 abr 2002  | Palomar       | NEAT                | —         | MPC                           |
| 328933     | 2010 VS17  | 5 jan 2000  | Socorro       | LINEAR              | —         | MPC                           |
| 328934     | 2010 VV25  | 10 mar 2007 | Mount Lemmon  | Mount Lemmon Survey | —         | MPC                           |
| 328935     | 2010 VW25  | 10 mar 2003 | Palomar       | NEAT                | —         | MPC                           |
| 328936     | 2010 VS27  | 23 mar 1995 | Kitt Peak     | Spacewatch          | —         | MPC                           |
| 328937     | 2010 VW37  | 31 ago 2005 | Kitt Peak     | Spacewatch          | —         | MPC                           |
| 328938     | 2010 VM39  | 19 dez 2003 | Socorro       | LINEAR              | —         | MPC                           |
| 328939     | 2010 VW39  | 4 nov 2010  | La Sagra      | Mallorca Obs.       | —         | MPC                           |
| 328940     | 2010 VW41  | 28 set 2006 | Mount Lemmon  | Mount Lemmon Survey | —         | MPC                           |
| 328941     | 2010 VJ46  | 14 set 2005 | Kitt Peak     | Spacewatch          | —         | MPC                           |
| 328942     | 2010 VN57  | 20 set 2003 | Kitt Peak     | Spacewatch          | —         | MPC                           |
| 328943     | 2010 VB61  | 6 out 2010  | La Sagra      | Mallorca Obs.       | —         | MPC                           |
| 328944     | 2010 VO62  | 8 out 2004  | Kitt Peak     | Spacewatch          | Ursula    | MPC                           |
| 328945     | 2010 VR62  | 29 ago 2006 | Catalina      | CSS                 | —         | MPC                           |
| 328946     | 2010 VY62  | 10 out 2001 | Palomar       | NEAT                | —         | MPC                           |
| 328947     | 2010 VJ69  | 18 set 2001 | Anderson Mesa | LONEOS              | —         | MPC                           |
| 328948     | 2010 VQ71  | 20 set 2003 | Palomar       | NEAT                | —         | MPC                           |
| 328949     | 2010 VL76  | 10 abr 2002 | Socorro       | LINEAR              | —         | MPC                           |
| 328950     | 2010 VX85  | 17 jan 2004 | Palomar       | NEAT                | —         | MPC                           |
| 328951     | 2010 VM94  | 11 nov 2007 | Mount Lemmon  | Mount Lemmon Survey | —         | MPC                           |
| 328952     | 2010 VF105 | 16 jan 2004 | Kitt Peak     | Spacewatch          | —         | MPC                           |
| 328953     | 2010 VT111 | 11 mai 2008 | Kitt Peak     | Spacewatch          | —         | MPC                           |
| 328954     | 2010 VR120 | 11 nov 2006 | Kitt Peak     | Spacewatch          | —         | MPC                           |
| 328955     | 2010 VW123 | 16 dez 2007 | Kitt Peak     | Spacewatch          | —         | MPC                           |
| 328956     | 2010 VX130 | 19 nov 2001 | Socorro       | LINEAR              | Eos       | MPC                           |
| 328957     | 2010 VP133 | 9 nov 2007  | Kitt Peak     | Spacewatch          | —         | MPC                           |
| 328958     | 2010 VO134 | 3 mar 2005  | Catalina      | CSS                 | —         | MPC                           |
| 328959     | 2010 VG137 | 19 nov 2003 | Kitt Peak     | Spacewatch          | —         | MPC                           |
| 328960     | 2010 VB142 | 16 mai 2005 | Mount Lemmon  | Mount Lemmon Survey | —         | MPC                           |
| 328961     | 2010 VJ148 | 18 set 2003 | Kitt Peak     | Spacewatch          | —         | MPC                           |
| 328962     | 2010 VP156 | 23 jan 2007 | Anderson Mesa | LONEOS              | —         | MPC                           |
| 328963     | 2010 VX158 | 5 abr 2002  | Palomar       | NEAT                | —         | MPC                           |
| 328964     | 2010 VN159 | 23 dez 2006 | Mount Lemmon  | Mount Lemmon Survey | —         | MPC                           |
| 328965     | 2010 VA160 | 17 fev 1999 | Socorro       | LINEAR              | Phocaea   | MPC                           |
| 328966     | 2010 VF165 | 8 fev 2008  | Kitt Peak     | Spacewatch          | —         | MPC                           |
| 328967     | 2010 VW170 | 6 abr 2008  | Kitt Peak     | Spacewatch          | —         | MPC                           |
| 328968     | 2010 VZ172 | 10 fev 2004 | Palomar       | NEAT                | —         | MPC                           |
| 328969     | 2010 VH173 | 18 dez 2004 | Mount Lemmon  | Mount Lemmon Survey | —         | MPC                           |
| 328970     | 2010 VU173 | 9 mar 2008  | Socorro       | LINEAR              | —         | MPC                           |
| 328971     | 2010 VZ174 | 8 fev 2003  | Haleakala     | NEAT                | —         | MPC                           |
| 328972     | 2010 VJ179 | 10 mar 2005 | Kitt Peak     | Spacewatch          | —         | MPC                           |
| 328973     | 2010 VG181 | 11 nov 2006 | Kitt Peak     | Spacewatch          | —         | MPC                           |
| 328974     | 2010 VY183 | 19 set 2001 | Socorro       | LINEAR              | —         | MPC                           |
| 328975     | 2010 VF184 | 26 set 2000 | Socorro       | LINEAR              | —         | MPC                           |
| 328976     | 2010 VO192 | 13 set 2004 | Kitt Peak     | Spacewatch          | Brangane  | MPC                           |
| 328977     | 2010 VE194 | 23 out 2006 | Mount Lemmon  | Mount Lemmon Survey | —         | MPC                           |
| 328978     | 2010 VJ199 | 9 mar 2003  | Palomar       | NEAT                | Phocaea   | MPC                           |
| 328979     | 2010 VB200 | 5 mai 2006  | Kitt Peak     | Spacewatch          | —         | MPC                           |
| 328980     | 2010 VT200 | 7 nov 2010  | Catalina      | CSS                 | —         | MPC                           |
| 328981     | 2010 WL7   | 13 fev 2004 | Anderson Mesa | LONEOS              | —         | MPC                           |
| 328982     | 2010 WV7   | 9 mar 2007  | Mount Lemmon  | Mount Lemmon Survey | Brangane  | MPC                           |
| 328983     | 2010 WH10  | 8 jul 2005  | Kitt Peak     | Spacewatch          | —         | MPC                           |
| 328984     | 2010 WM14  | 6 mai 2008  | Kitt Peak     | Spacewatch          | Phocaea   | MPC                           |
| 328985     | 2010 WD16  | 24 nov 2006 | Mount Lemmon  | Mount Lemmon Survey | —         | MPC                           |
| 328986     | 2010 WQ29  | 25 jul 2006 | Palomar       | NEAT                | —         | MPC                           |
| 328987     | 2010 WS29  | 22 nov 2006 | Kitt Peak     | Spacewatch          | —         | MPC                           |
| 328988     | 2010 WB48  | 18 mai 2002 | Palomar       | NEAT                | —         | MPC                           |
| 328989     | 2010 WG55  | 22 out 2006 | Mount Lemmon  | Mount Lemmon Survey | —         | MPC                           |
| 328990     | 2010 WD56  | 3 abr 2008  | Kitt Peak     | Spacewatch          | —         | MPC                           |
| 328991     | 2010 WX63  | 17 nov 2006 | Kitt Peak     | Spacewatch          | —         | MPC                           |
| 328992     | 2010 WZ65  | 10 nov 1999 | Kitt Peak     | Spacewatch          | —         | MPC                           |
| 328993     | 2010 WY71  | 29 mar 2008 | Kitt Peak     | Spacewatch          | —         | MPC                           |
| 328994     | 2010 XQ3   | 19 nov 2006 | Kitt Peak     | Spacewatch          | —         | MPC                           |
| 328995     | 2010 XL8   | 10 nov 2004 | Kitt Peak     | Spacewatch          | —         | MPC                           |
| 328996     | 2010 XL17  | 18 ago 2009 | Kitt Peak     | Spacewatch          | —         | MPC                           |
| 328997     | 2010 XQ18  | 27 jan 2003 | Socorro       | LINEAR              | —         | MPC                           |
| 328998     | 2010 XW20  | 1 nov 2006  | Mount Lemmon  | Mount Lemmon Survey | —         | MPC                           |
| 328999     | 2010 XK37  | 15 dez 2004 | Kitt Peak     | Spacewatch          | Ursula    | MPC                           |
| 329000     | 2010 XM37  | 26 dez 2005 | Kitt Peak     | Spacewatch          | —         | MPC                           |